# Leichtathletik-Europameisterschaften 2012
| Medaillenspiegel (Endstand nach 42 Entscheidungen) | Medaillenspiegel (Endstand nach 42 Entscheidungen) | Medaillenspiegel (Endstand nach 42 Entscheidungen) | Medaillenspiegel (Endstand nach 42 Entscheidungen) | Medaillenspiegel (Endstand nach 42 Entscheidungen) | Medaillenspiegel (Endstand nach 42 Entscheidungen) |
| Platz                                              | Land                                               | Gold                                               | Silber                                             | Bronze                                             | Gesamt                                             |
| -------------------------------------------------- | -------------------------------------------------- | -------------------------------------------------- | -------------------------------------------------- | -------------------------------------------------- | -------------------------------------------------- |
| 01                                                 | Deutschland                                        | 6                                                  | 7                                                  | 5                                                  | 180                                                |
| 02                                                 | Frankreich                                         | 6                                                  | 3                                                  | 5                                                  | 140                                                |
| 03                                                 | Russland                                           | 4                                                  | 4                                                  | 5                                                  | 130                                                |
| 04                                                 | Ukraine                                            | 4                                                  | 3                                                  | 6                                                  | 130                                                |
| 05                                                 | Großbritannien                                     | 4                                                  | 2                                                  | 2                                                  | 80                                                 |
| 06                                                 | Tschechien                                         | 3                                                  | 1                                                  | 1                                                  | 50                                                 |
| 07                                                 | Niederlande                                        | 2                                                  | 3                                                  | 1                                                  | 60                                                 |
| 08                                                 | Türkei                                             | 2                                                  | 1                                                  | 1                                                  | 40                                                 |
| 09                                                 | Bulgarien                                          | 2                                                  | 1                                                  | 0                                                  | 30                                                 |
| 10                                                 | Norwegen                                           | 1                                                  | 1                                                  | 2                                                  | 40                                                 |
| 10                                                 | Spanien                                            | 1                                                  | 1                                                  | 2                                                  | 40                                                 |
| Vollständiger Medaillenspiegel                     |                                                    |                                                    |                                                    |                                                    |                                                    |

Die 21. Leichtathletik-Europameisterschaften wurden vom 27. Juni bis zum 1. Juli 2012 zum dritten Mal nach 1971 und 1994 in der finnischen Hauptstadt Helsinki ausgetragen. Die fünftägigen Wettkämpfe (Mittwoch bis Sonntag) fanden im Olympiastadion statt, das 1952 Austragungsort der Olympischen Spiele war. Auch die ersten Leichtathletik-Weltmeisterschaften im Jahr 1983 sowie die zehnten im Jahr 2005 waren in dem Stadion ausgetragen worden.

## Europameisterschaften im Jahr von Olympischen Sommerspielen
Zum ersten Mal wurden die Europameisterschaften in einem Jahr mit Olympischen Sommerspielen veranstaltet. Die Europameisterschaften waren deshalb bereits im Juni terminiert und fanden etwa fünf Wochen vor den Spielen statt. Das Hauptereignis für die Spitzensportler in diesem Jahr waren die Olympischen Spiele. Von Ausnahmen abgesehen richteten die Athleten ihre Saisonplanung auf diesen Hauptschwerpunkt aus. Die Europameisterschaften standen nicht als der zentrale Mittelpunkt einer Saison im Fokus wie in sonstigen Jahren. Auch in der Folge wurde der bisherige vierjährige auf einen zweijährigen Rhythmus umgestellt, sodass von 2012 an jede zweite Austragung von Europameisterschaften mit der Austragung der Olympischen Sommerspiele im selben Jahr zusammenfällt. In diesen Jahren hatten und haben die Europameisterschaften dennoch nach wie vor einen hohen Stellenwert, vor allem für die Sportler in Disziplinen, in denen Athleten aus anderen Kontinenten die Szene dominieren, zum Beispiel in den Sprints und Langstrecken. Allerdings müssen auch bezüglich der Angebote von Disziplinen und der Teilnahme von Spitzenathleten gewisse Einbußen hingenommen werden. So fallen die Straßenwettbewerbe im Gehen und dem Marathonlauf ganz weg, einige herausragende Sportler verzichten zugunsten der Olympischen Spiele auf die Teilnahme bei Europameisterschaften, das Leistungsniveau ist insgesamt nicht ganz so hoch wie in Jahren ohne Spiele.

## Teilnehmer
1342 Athleten (738 Männer und 604 Frauen) aus allen fünfzig Mitgliedsstaaten des Europäischen Leichtathletikverbands (EAA) waren gemeldet, darunter auch aus Deutschland, Liechtenstein, Österreich, der Schweiz und Luxemburg. Im Vergleich zu den Europameisterschaften 2010 traten damit 28 Athleten weniger an. Diese Zurückhaltung war vor allem in den in diesem Jahr nahe bevorstehenden Olympischen Spielen begründet.

## Fernsehübertragungen
In Deutschland wurden die Titelkämpfe abwechselnd von ARD und ZDF übertragen. Der TV-Sender Eurosport zeigte fast alle Wettkämpfe live im Fernsehen. In der Schweiz waren die Wettkämpfe im TV-Sender SF zwei zu sehen.

## Doping
Im Rahmen der Kontrollen und vor allem Nachkontrollen wurden im Lauf der nächsten Jahre folgende 27 Dopingfälle bei diesen Europameisterschaften aufgedeckt:
- José Rocha (Portugal) – 5000 Meter, Rennen vorzeitig beendet. Er wurde am 11. Dezember 2012 des Verstoßes gegen die Antidopingbestimmungen überführt und für zwei Jahre gesperrt. Sein Resultat bei den Europameisterschaften wurde annulliert.[3]
- Nour-Eddine Gezzar (Frankreich) – 3000 Meter Hindernis, zunächst Vierter. Er wurde 2012 nachträglich disqualifiziert, als in einer am 17. Juni vorgenommenen Dopingprobe Erythropoetin entdeckt wurde.[4]
- Ildar Minschin (Russland) – 3000 Meter Hindernis, als Elfter des zweiten Vorlaufs ausgeschieden. Ihm wurde nachträglich die Einnahme verbotener Substanzen im August 2009 nachgewiesen. Er wurde für zwei Jahre gesperrt, mehrere Ergebnisse wurden annulliert, darunter sein EM-Resultat.[5]
- Zoltán Kővágó (Ungarn) – Diskuswurf, zunächst Dritter. Er wurde wegen Verstoßes gegen die Antidopingbestimmungen nachträglich disqualifiziert und für zwei Jahre gesperrt.[6]
- Yervásios Filippídis (Griechenland) – Speerwurf, in der Qualifikation als Letzter der Gruppe A ausgeschieden. Er wurde wegen Verstoßes gegen die Dopingbestimmungen nachträglich disqualifiziert.[7]
- Pınar Saka (Türkei) – 400 Meter, zunächst qualifiziert für das Halbfinale und dort ausgeschieden / 4 × 400-m-Staffel, im Vorlauf ausgeschieden. Sie wurde 2013 wegen Auffälligkeiten in ihrem biologischen Pass für drei Jahre bis zum 23. Mai 2015 gesperrt. Alle ihre Ergebnisse vom 18. Juni 2012 an wurden rückwirkend annulliert.
- Meliz Redif (Türkei) – 400 Meter / 4 × 400-m-Staffel, jeweils im Vorlauf ausgeschieden. Sie wurde wegen Auffälligkeiten in ihrem biologischen Pass für drei Jahre gesperrt – 31. März 2015 bis 30. März 2018. Alle ihre Ergebnisse von 2009 bis 2013 wurden rückwirkend annulliert.[8]
- Jelena Arschakowa (Russland) – 800 Meter, zunächst Erste. Sie wurde 2013 wegen anormaler Hämoglobinwerte in ihrem biologischen Pass für zwei Jahre gesperrt, alle ihre Ergebnisse ab dem 12. Juli 2011 wurden rückwirkend annulliert.[9]
- Irina Maratschowa (Russland) – 800 Meter, zunächst Dritte. Sie wurde 2016 durch das Russische Olympische Komitee (ROC) wegen anormaler Hämoglobinwerte in ihrem biologischen Pass für zwei Jahre gesperrt. Ihre bei den Europameisterschaften 2012 errungene Medaille musste sie abgeben.[10]
- Tetjana Petljuk (Ukraine) – 800 Meter, als Fünfte des ersten Vorlaufs ausgeschieden. Sie wurde durch den Leichtathletikverband der Ukraine wegen Abweichungen in ihrem biologischen Pass bis zum 17. Januar 2015 gesperrt. Unter anderem ihr Resultat bei den Europameisterschaften 2012 wurde annulliert.[11]
- Aslı Çakır Alptekin (Türkei) – 1500 Meter, zunächst Erste. Sie wurde 2013 wegen wiederholten Dopingvergehen zunächst bis 2021 gesperrt, alle ihre Ergebnisse ab Juli 2011 wurden rückwirkend annulliert.[12]
- Gamze Bulut (Türkei) – 1500 Meter, zunächst Zweite. Sie wurde 2013 wegen Verstoßes gegen die Antidopingbestimmungen für zwei Jahre gesperrt, alle ihre Ergebnisse ab Juli 2011 wurden rückwirkend annulliert.[13]
- Hanna Mischtschenko (Ukraine) – 1500 Meter, zunächst Dritte. Ihre Resultate von 2012 wurden rückwirkend wegen Dopingmissbrauchs annulliert.[14]
- Jekaterina Gorbunowa, spätere Jekaterina Ischowa (Russland) – 1500 Meter, zunächst Vierte. Sie wurde 2013 wegen anormaler Hämoglobinwerte in ihrem biologischen Pass für zwei Jahre gesperrt, alle ihre Ergebnisse ab dem 12. Juli 2011 wurden rückwirkend annulliert.[15]
- Kristina Chalejewa, spätere Kristina Ugarova (Russland) – 1500 Meter, zunächst Achte. Sie wurde am 29. November 2016 wegen anormaler Hämoglobinwerte in ihrem biologischen Pass für zwei Jahre gesperrt, alle ihre Ergebnisse ab dem 12. Juli 2011 wurden rückwirkend annulliert.[16]
- Anschelika Schewtschenko (Ukraine) – 1500 Meter, im Vorlauf ausgeschieden. Sie wurde vom 18. Februar 2013 bis zum 17. Februar 2015 wegen abnormaler Blutwerte in ihrem biologischen Pass disqualifiziert. Ihre Ergebnisse vom 2. Juli 2011 an wurden gestrichen.[17]
- Ljudmyla Kowalenko, spätere Ljudmyla Ljakowitsch (Ukraine) – 5000 Meter, zunächst Zweite. Sie wurde wegen Abweichungen in ihrem biologischen Pass vom 27. Juni 2012 bis 10. April 2016 gesperrt, ihre Ergebnisse von diesen Europameisterschaften wurden rückwirkend annulliert.[18]
- Swetlana Kirejewa (Russland) – 5000 Meter, zunächst Siebte. Sie wurde wegen Abweichungen in ihrem biologischen Pass vom 27. Juni 2012 bis 10. April 2016 gesperrt, ihre Ergebnisse von diesen Europameisterschaften wurden rückwirkend annulliert.[19]
- Nevin Yanıt (Türkei) – 100 Meter Hürden, zunächst Erste. Sie wurde am 30. Juni 2015 wegen Dopingmissbrauchs nachträglich disqualifiziert und für zwei Jahre gesperrt.[20]
- Hanna Titimez (Ukraine) – 400 Meter Hürden, im Semifinale ausgeschieden. Sie wurde wegen Verstoßes gegen die Antidopingbestimmungen von ihrem nationalen Verband rückwirkend vom 3. April 2017 für zwei Jahre gesperrt. Ihre Resultate vom 26. Juni 2012 bis zum 26. Juni 2014 wurden annulliert.[21]
- Switlana Schmidt (Ukraine) – 3000 Meter Hindernis, zunächst Zweite. Sie musste ihre Silbermedaille nach Unregelmäßigkeiten im biologischen Pass 2015 wieder abgeben.[22]
- Ljubow Charlamowa (Russland) – 3000 Meter Hindernis, zunächst Dreizehnte. Sie wurde nach Verstößen gegen die Antidopingbestimmungen vom russischen Leichtathletikverband RusAF für zwei Jahre gesperrt. Ihr Resultat von diesen Europameisterschaften wurde annulliert.[23]
- Marta Domínguez (Spanien) – 3000 Meter Hindernis, das Vorlaufrennen nicht beendet. Sie wurde vom Internationalen Sportgerichtshof CAS für drei Jahre gesperrt. Alle ihre zwischen dem 5. August 2009 und dem 4. Januar 2013 erzielten Ergebnisse wurden gestrichen.[24]
- Binnaz Uslu (Türkei) – 3000 Meter Hindernis, das Vorlaufrennen nicht beendet. Sie erhielt eine Sperre von zwei Jahren. Ihre seit dem 13. März 2007 erzielten Resultate wurden annulliert.[25]
- Karin Melis Mey (Türkei) – Weitsprung, zunächst Fünfte. Sie wurde aufgrund eines positiven Dopingtests disqualifiziert.[26]
- Zalina Marghieva (Republik Moldau) – Hammerwurf, zunächst Achte. In einem Dopingtest wurden die verbotenen Substanzen Dehydrochlormethyltestosteron und Stanozolol gefunden. Die Athletin wurde daraufhin aus der moldawischen Olympiamannschaft für die Olympischen Spiele 2012 gestrichen. Später erhielt sie eine zweijährige Sperre vom 23. Juli 2013 bis 23. Juli 2015. Unter anderem ihr Resultat von diesen Europameisterschaften wurde ihr aberkannt.[27][28]
- Ljudmyla Jossypenko (Ukraine) – Siebenkampf, zunächst Zweite. Sie wurde nachträglich als Dopingsünderin erwischt und bis 2017 gesperrt. Ihre Silbermedaille wurde ihr aberkannt.[29]

Einige Besonderheiten fallen dabei ins Auge:
- In 22 Fällen handelte es sich um Frauen, fünfmal waren Männer betroffen.
- Die 27 Dopingsünder verteilten sich auf neun Nationen. Jeweils sieben Sportler kamen aus Russland, der Türkei und der Ukraine. Darüber hinaus wurden ein Franzose, ein Grieche, eine Moldawierin, ein Portugiese, eine Spanierin und ein Ungar disqualifiziert.
- Ein Wettbewerb, der 1500-Meter-Lauf der Frauen, war mit sechs Dopingfällen ganz besonders betroffen. Hier wurden die ersten Vier und darüber hinaus auch die Achte sowie eine im Vorlauf ausgeschiedene Läuferin disqualifiziert, die nächstplatzierten Läuferinnen rückten in den Platzierungen entsprechend nach.

## Wettbewerbe
Bei den Europameisterschaften 2012 wurden keine Entscheidungen im Marathonlauf und im Gehen ausgetragen. Im Vergleich zu den vorherigen Europameisterschaften fanden damit fünf Wettbewerbe weniger statt. Der Grund lag hier in den wenige Wochen später stattfindenden Olympischen Spielen, durch die für Spitzenathleten bei einer Entscheidung für beide Großveranstaltungen ein Doppelstart zustande gekommen wäre. In diesen Ausdauerdisziplinen wäre einen Leistungsabfall bei den Olympischen Spielen die Konsequenz gewesen, ein Doppelstart wäre nicht in Frage gekommen.

## Sportliche Leistungen
In der Medaillenwertung hatten mit Deutschland und Frankreich zwei Nationen je sechs EM-Titel auf ihrem Konto. Das deutsche Team hatte darüber hinaus sieben Silber- und fünf Bronzemedaillen gesammelt, gegenüber drei silbernen und fünf bronzenen bei Frankreich. Damit lag Deutschland in der Medaillenwertung diesmal ganz vorn. Russland, die Ukraine und Großbritannien hatten jeweils vier Europameister in ihren Reihen, wobei Russland bei der Zahl der Silbermedaillen vor der Ukraine und Großbritannien lag. Dahinter folgte Tschechien, das drei Sieger stellte. Polen und Bulgarien hatten je zwei Goldmedaillen auf ihrem Konto, die Türkei hatte darüber hinaus eine Silber- und eine Bronzemedaille gesammelt. Bulgarien lag mit einer Silbermedaille ohne weiteres Edelmetall knapp dahinter.
Folgende Rekorde / Bestleistungen wurden neu aufgestellt:
- dreizehn Landesrekorde in neun Disziplinen
- zwei Weltjahresbestleistungen in zwei Disziplinen

Bei den einzelnen Sportlern sind besonders folgende Leistungen zu nennen.
- Ein Athlet errang zwei Goldmedaillen bei diesen Meisterschaften:
  - Churandy Martina (Niederlande) – 100 Meter und 4 × 100 Meter
- Folgende Europameister von 2012 hatten bereits vorher EM-Titel gewonnen:
  - Christophe Lemaitre (Frankreich) – 100 Meter, Wiederholung seines Erfolgs von 2010, darüber hinaus 2010 Sieger über 200 Meter und 4 × 100 Meter, damit jetzt vierfacher Europameister
  - Mo Farah (Großbritannien) – 5000 Meter, Wiederholung seines Erfolgs von 2010, darüber hinaus 2010 Sieger über 10.000 Meter, damit jetzt dreifacher Europameister
  - Mahiedine Mekhissi (Frankreich) – 3000 Meter Hindernis, Wiederholung seines Erfolgs von 2010
  - Renaud Lavillenie (Frankreich) – Stabhochsprung, Wiederholung seines Erfolgs von 2010
  - Nuria Fernández (Spanien) – 1500 Meter, Wiederholung ihres Erfolgs von 2010
  - Olha Saladucha (Ukraine) – Dreisprung, Wiederholung ihres Erfolgs von 2010
  - Sandra Perković (Kroatien) – Diskuswurf, Wiederholung ihres Erfolgs von 2010

## Legende
Kurze Übersicht zur Bedeutung der Symbolik – so üblicherweise auch in sonstigen Veröffentlichungen verwendet:
| NR    | Nationaler Rekord                                            |
| NUR23 | Nationaler U23-Rekord                                        |
| WL    | Weltjahresbestleistung                                       |
| DNF   | Wettkampf nicht beendet (did not finish)                     |
| DSQ   | disqualifiziert                                              |
| DNS   | nicht am Start (did not start)                               |
| DOP   | wegen Dopingvergehens disqualifiziert                        |
| IWR   | Internationale Wettkampfregeln                               |
| TR    | Technische Regeln                                            |
| w     | Rückenwindunterstützung über dem erlaubten Limit von 2,0 m/s |

## Resultate Männer

### 100 m
| Platz | Athlet                 | Land | Zeit (s)                         |
| ----- | ---------------------- | ---- | -------------------------------- |
| 1     | Christophe Lemaitre    | FRA  | 0010,09                          |
| 2     | Jimmy Vicaut           | FRA  | 0010,12                          |
| 3     | Jaysuma Saidy Ndure    | NOR  | 0010,17                          |
| 4     | Harry Aikines-Aryeetey | GBR  | 0010,31                          |
| 5     | Serhij Smelyk          | UKR  | 0010,34                          |
| DNF   | Ronalds Arājs          | LAT  |                                  |
| DNF   | Rytis Sakalauskas      | LTU  | IWR 162, TR16.5.3 – Startabbruch |
| DSQ   | Simone Collio          | ITA  | IWR 162, TR16.6 – Fehlstart      |

Finale: 28. Juni, 19:45 Uhr
Wind: −0,7 m/s

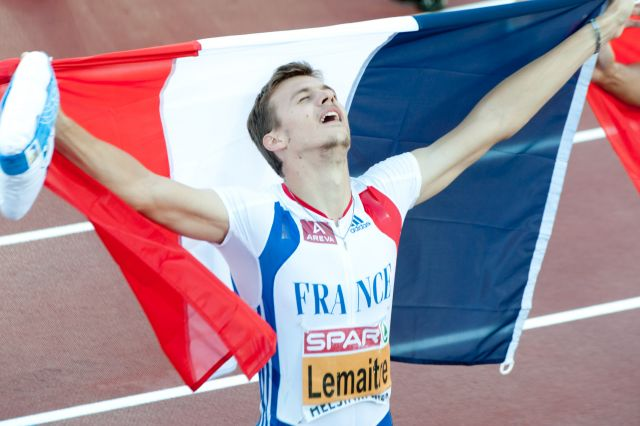
Favorit Christophe Lemaitre setzte sich gegen starke Konkurrenz durch und wurde wie schon 2010 Sprinteuropameister

Teilnehmer aus deutschsprachigen Ländern:
Im Halbfinale (27. Juni) ausgeschieden:
 Lucas Jakubczyk – Lauf 3, Platz 4 in 10,32 s
 Julian Reus – Lauf 2, Platz 4 in 10,44 s
 Reto Amaru Schenkel, – Lauf 2, Platz 5 in 10,48 s
 Rolf Fongué – Lauf 1, Platz 7 in 10,50 s
Weitere:
 Tobias Unger – DNS

### 200 m
| Platz | Athlet             | Land | Zeit (s) |
| ----- | ------------------ | ---- | -------- |
| 1     | Churandy Martina   | NED  | 20,42    |
| 2     | Patrick van Luijk  | NED  | 20,87    |
| 3     | Daniel Talbot      | GBR  | 20,95    |
| 4     | Jonathan Borlée    | BEL  | 20,99    |
| 5     | Nil de Oliveira    | SWE  | 21,11    |
| 6     | Christopher Clarke | GBR  | 21,26    |
| 7     | Diego Marani       | ITA  | 21,26    |
| 8     | Paul Hession       | IRL  | 21,27    |

Finale: 30. Juni, 22:20 Uhr
Wind: −0,9 m/s

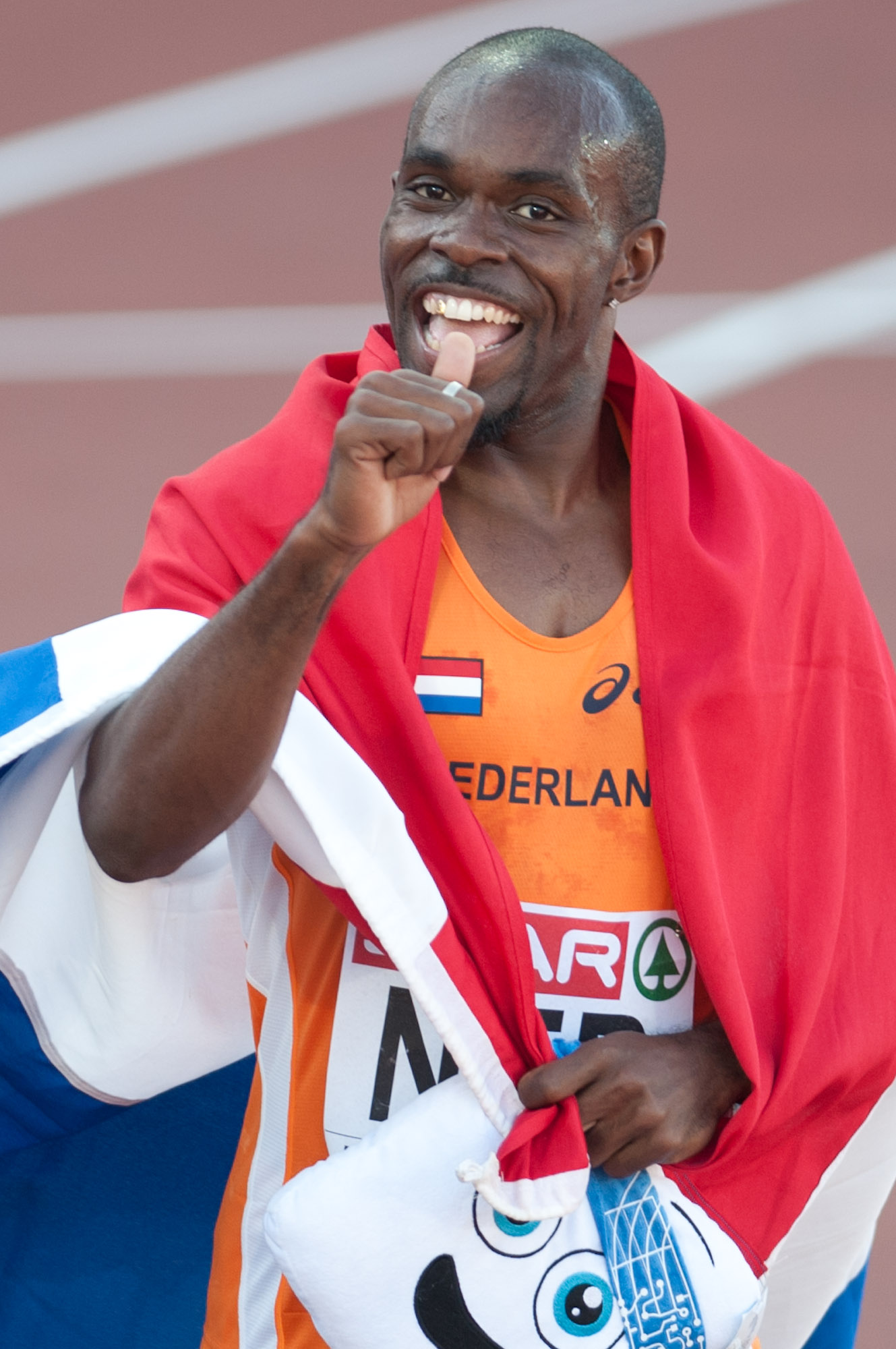
Europameister Churandy Martina

Teilnehmer aus deutschsprachigen Ländern
Im Halbfinale (29. Juni) ausgeschieden:
 Alex Wilson (Leichtathlet, 1990) – Lauf 3, Platz 3 in 20,87 s
 Sebastian Ernst (Leichtathlet) – Lauf 2, Platz 5 in 20,91 s
 Sven Knipphals – Lauf 1, Platz 4 in 20,92 s
 Reto Amaru Schenkel – Lauf 3, Platz 6 in 21,05 s
Im Vorlauf (29. Juni) ausgeschieden:
 Fabian Haldner – Lauf 3, Platz 4 in 23,32 s

### 400 m
| Platz | Athlet             | Land | Zeit        |
| ----- | ------------------ | ---- | ----------- |
| 1     | Pavel Maslák       | CZE  | 45,24 s     |
| 2     | Marcell Deák Nagy  | HUN  | 45,52 s     |
| 3     | Yannick Fonsat     | FRA  | 45,82 s     |
| 4     | Donald Sanford     | ISR  | 45,91 s     |
| 5     | Richard Buck       | GBR  | 45,92 s     |
| 6     | Brian Gregan       | IRL  | 46,04 s     |
| 7     | Marcin Marciniszyn | POL  | 46,46 s     |
| 8     | Marco Vistalli     | ITA  | 4:04,20 min |

Finale: 29. Juni, 21:25 Uhr

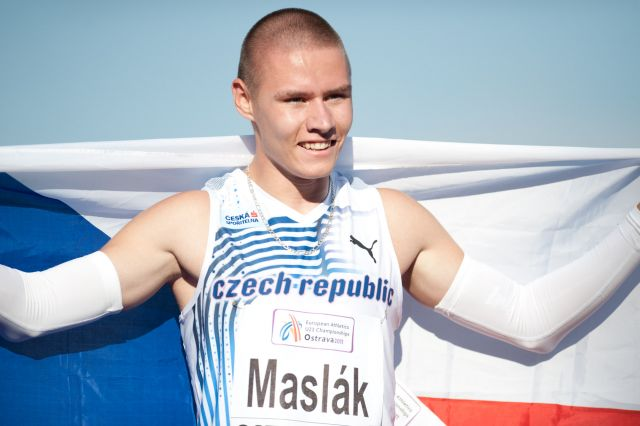
Pavel Maslák, Sieger über 400 Meter

Der Italiener Marco Vistalli brach seinen Lauf vermutlich wegen eines Krampfs ab, setzte sein Rennen jedoch gehend fort und erreichte das Ziel nach mehr als vier Minuten.
Teilnehmer aus deutschsprachigen Ländern:
Im Halbfinale (28. Juni) ausgeschieden:
 Eric Krüger – Lauf 3, Platz 5 in 46,68 s
Im Vorlauf (27. Juni) ausgeschieden:
 Fabian Haldner – Lauf 5, Platz 7 in 50,77 s

### 800 m
| Platz | Athlet                | Land | Zeit (min) |
| ----- | --------------------- | ---- | ---------- |
| 1     | Juri Borsakowski      | RUS  | 1:48,61    |
| 2     | Andreas Bube          | DEN  | 1:48,69    |
| 3     | Pierre-Ambroise Bosse | FRA  | 1:48,83    |
| 4     | Antonio Manuel Reina  | ESP  | 1:48,98    |
| 5     | Jakub Holuša          | CZE  | 1:48,99    |
| 6     | Robert Lathouwers     | NED  | 1:49,22    |
| 7     | Jozef Repčík          | SVK  | 1:49,42    |
| 8     | Thomas Roth           | NOR  | 1:49,54    |

Finale: 29. Juni, 19:40 Uhr

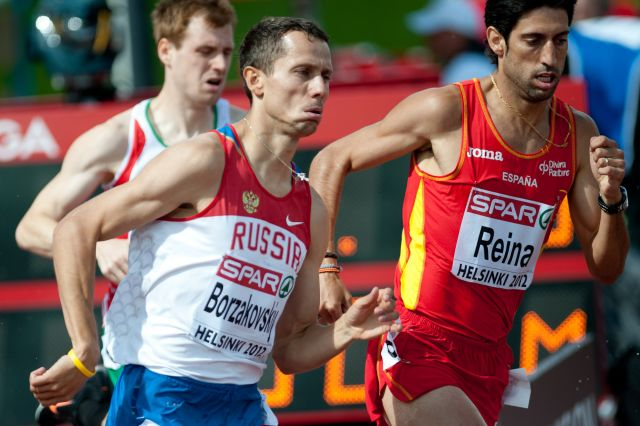
Die Führenden im 800-Meter-Finale: Antonio Manuel Reina (rechts) und der spätere Sieger Juri Borsakowski

Teilnehmer aus deutschsprachigen Ländern:
Im Halbfinale (28. Juni) ausgeschieden:
 Sebastian Keiner – Lauf 1, Platz 5 in 1:46,91 min
 Sören Ludolph – Lauf 2, Platz 5 in 1:48,06 min
Im Vorlauf (27. Juni) ausgeschieden:
 Raphael Pallitsch – Lauf 5, Platz 6 in 1:48,84 min
 Andreas Rapatz – Lauf 2, Platz 7 in 1:51,79 min
 Charel Grethen – Lauf 1, Platz 5 in 1:53,22 min

### 1500 m
| Platz | Athlet              | Land | Zeit (min) |
| ----- | ------------------- | ---- | ---------- |
| 1     | Henrik Ingebrigtsen | NOR  | 3:46,20    |
| 2     | Florian Carvalho    | FRA  | 3:46,33    |
| 3     | David Bustos        | ESP  | 3:46,45    |
| 4     | Hélio Gomes         | POR  | 3:46,50    |
| 5     | Bartosz Nowicki     | POL  | 3:46,69    |
| 6     | İlham Tanui Özbilen | TUR  | 3:46,85    |
| 7     | Dmitrijs Jurkevičs  | LAT  | 3:47,36    |
| 8     | Goran Nava          | SRB  | 3:47,74    |

Finale: 1. Juli, 18:50 Uhr

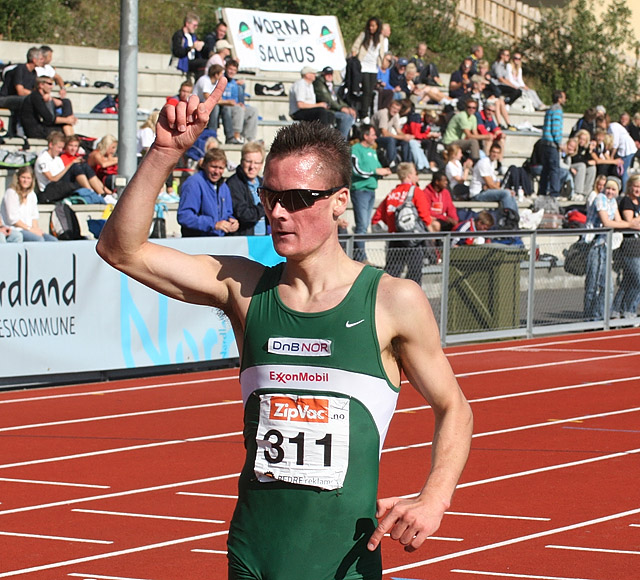
Europameister Henrik Ingebrigtsen – er war als erster der Ingebrigtsen-Brüder international erfolgreich

Weitere Teilnehmer aus deutschsprachigen Ländern – es gab keine Vorläufe:
 Philipp Pflieger – Platz 15 in 13:51,23 min
 Brenton Rowe – Platz 17 in 13:51,58 min
 Philipp Bandi – Platz 22 in 14:07,48 min

### 5000 m
| Platz | Athlet              | Land | Zeit (min) |
| ----- | ------------------- | ---- | ---------- |
| 1     | Mohamed Farah       | GBR  | 13:29,91   |
| 2     | Arne Gabius         | GER  | 13:31,83   |
| 3     | Polat Kemboi Arıkan | TUR  | 13:32,63   |
| 4     | Yohan Durand        | FRA  | 13:32,65   |
| 5     | Daniele Meucci      | ITA  | 13:32,69   |
| 6     | Hayle İbrahimov     | AZE  | 13:36,05   |
| 7     | Dennis Licht        | NED  | 13:37,99   |
| 8     | Bashir Abdi         | BEL  | 13:39,01   |

Datum: 27. Juni, 19:40 Uhr

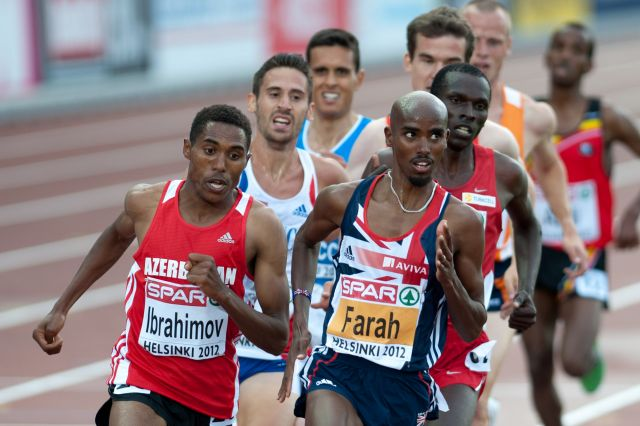
Mo Farah – in der Schlussphase über 5000 m bereits vorn, neben ihm Hayle İbrahimov, zweite Reihe dahinter Yohan Durand (links) und Polat Kemboi Arıkan, dritte Reihe rechts: Arne Gabius

Weitere Teilnehmer aus deutschsprachigen Ländern – es gab keine Vorläufe:
 Philipp Pflieger – Platz 15 in 13:51,23 min
 Brenton Rowe – Platz 17 in 13:51,58 min
 Philipp Bandi – Platz 22 in 14:07,48 min

### 10.000 m
| Platz | Athlet              | Land | Zeit (min) |
| ----- | ------------------- | ---- | ---------- |
| 1     | Polat Kemboi Arıkan | TUR  | 28:22,27   |
| 2     | Daniele Meucci      | ITA  | 28:22,73   |
| 3     | Jewgeni Rybakow     | RUS  | 28:22,95   |
| 4     | Bashir Abdi         | BEL  | 28:23,72   |
| 5     | Carles Castillejo   | ESP  | 28:24,51   |
| 6     | Ayad Lamdassem      | ESP  | 28:26,46   |
| 7     | Khalid Choukoud     | NED  | 28:26,82   |
| 8     | Rui Pedro Silva     | POR  | 28:31,16   |

Datum: 30. Juni, 21:00 Uhr

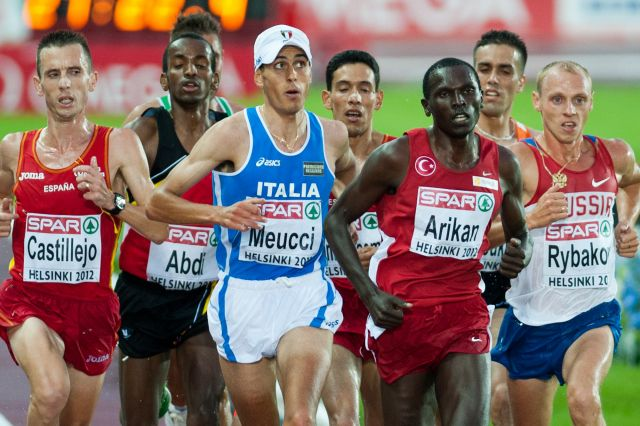
Dichtgedrängte Spitzengruppe über 10.000 m

Keine Teilnehmer aus deutschsprachigen Ländern

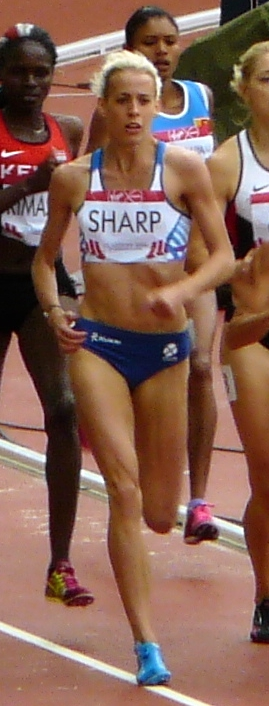
Lynsey Sharp im Jahr 2014

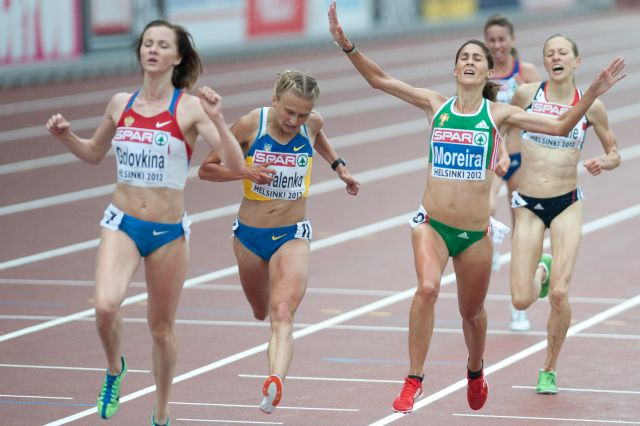
5000-Meter-Zieleinlauf

In diesem Wettbewerb gab es einen Dopingfall:

Der Portugiese José Rocha, der das Rennen vorzeitig beendet hatte, wurde am 11. Dezember 2012 des Verstoßes gegen die Dopingbestimmungen überführt und für zwei Jahre gesperrt. Sein Resultat bei den Europameisterschaften wurde annulliert.

### 110 m Hürden
| Platz | Athlet                  | Land | Zeit (s) |
| ----- | ----------------------- | ---- | -------- |
| 1     | Sergei Schubenkow       | RUS  | 13,16    |
| 2     | Garfield Darien         | FRA  | 13,20    |
| 3     | Artur Noga              | POL  | 13,27    |
| 4     | Alexander John          | GER  | 13,38    |
| 5     | Emanuele Abate          | ITA  | 13,43    |
| 6     | Gregory Sedoc           | NED  | 13,45    |
| 7     | Philip Nossmy           | SWE  | 13,59    |
| 8     | Konstandinos Douvalidis | GRE  | 13,59    |

Finale: 1. Juli, 18:11 Uhr
Wind: +0,5 m/s

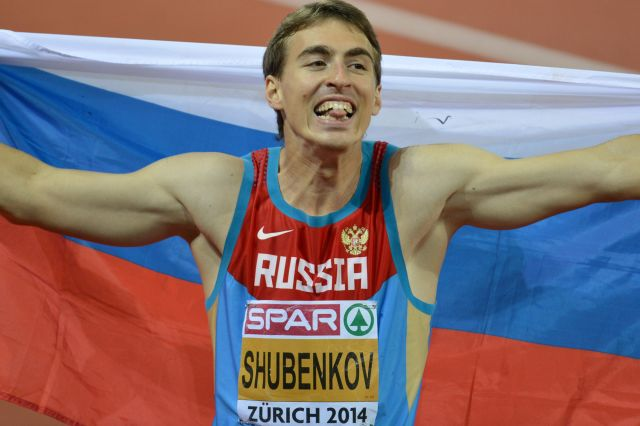
Europameister Sergei Schubenkow – er durfte in der Folge noch zahlreiche weitere Medaillen bei Welt- und Europameisterschaften feiern

Weitere Teilnehmer aus deutschsprachigen Ländern:
Im Halbfinale (1. Juli) ausgeschieden:
 Matthias Bühler – Lauf 1, Platz 3 in 13,52 s
 Gregor Traber – Lauf 3, Platz 5 in 13,62 s

### 400 m Hürden
| Platz | Athlet             | Land | Zeit (s) |
| ----- | ------------------ | ---- | -------- |
| 1     | Rhys Williams      | GBR  | 49,33    |
| 2     | Emir Bekrić        | SRB  | 49,49    |
| 3     | Stanislaw Melnykow | UKR  | 49,69    |
| 4     | Adrien Clemenceau  | FRA  | 49,70    |
| 5     | Rasmus Mägi        | EST  | 50,01    |
| 6     | Georg Fleischhauer | GER  | 50,11    |
| 7     | Nathan Woodward    | GBR  | 50,20    |
| 8     | Periklís Iakovákis | GRE  | 50,57    |

Finale: 29. Juni, 22:05 Uhr

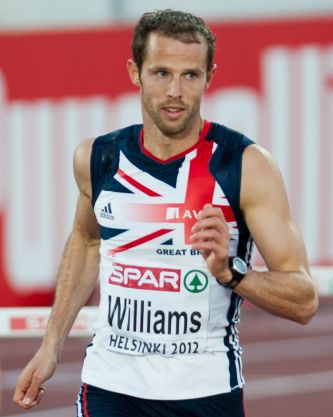
Rhys Williams – Sieger in einem spannenden Finale über 400 m Hürden

Weitere Teilnehmer aus deutschsprachigen Ländern:
Im Halbfinale (29. Juni) ausgeschieden:
 Tobias Giehl – Lauf 2, Platz 3 in 49,95 s
 Kariem Hussein, 50,81 s
Im Vorlauf (27. Juni) ausgeschieden:
 Jaques Frisch – Lauf 3, Platz 6 in 51,59 s
 David Gollnow – Lauf 6 DSQ (IWR 162, TR16.6 – Fehlstart)

### 3000 m Hindernis
| Platz | Athlet                      | Land | Zeit (min) |
| ----- | --------------------------- | ---- | ---------- |
| 1     | Mahiedine Mekhissi-Benabbad | FRA  | 8:33,23    |
| 2     | Tarık Langat Akdağ          | TUR  | 8:35,24    |
| 3     | Víctor García               | ESP  | 8:35,87    |
| 4     | Abdelaziz Merzougui         | ESP  | 8:38,58    |
| 5     | Łukasz Parszczyński         | POL  | 8:38,76    |
| 6     | Yuri Floriani               | ITA  | 8:39,22    |
| 7     | Krystian Zalewski           | POL  | 8:39,35    |
| 8     | Hakan Duvar                 | TUR  | 8:40,05    |

Finale: 29. Juni, 19:05 Uhr

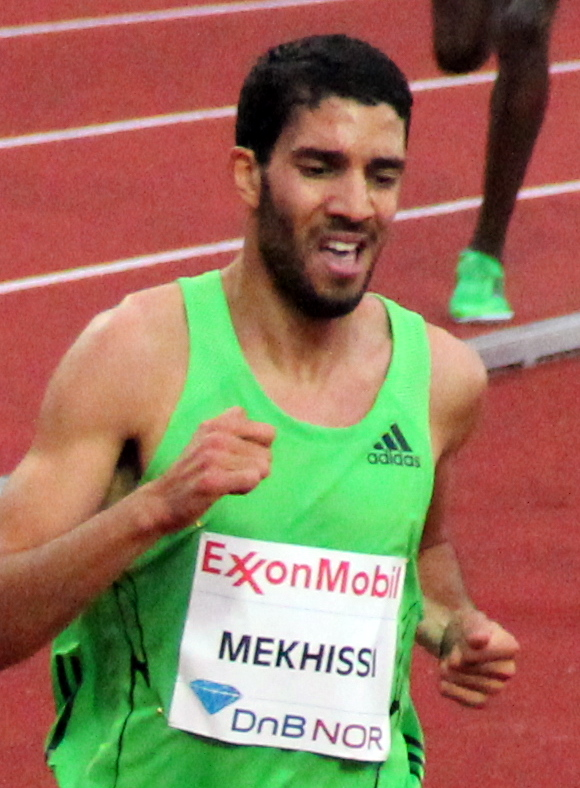
Zweiter EM-Titel für Mahiedine Mekhissi-Benabbad

In diesem Wettbewerb gab es zwei Dopingfälle:
- Der Franzose Nour-Eddine Gezzar, der auf dem vierten Platz eingelaufen war, wurde 2012 nachträglich disqualifiziert, als in einer am 17. Juni vorgenommenen Dopingprobe Erythropoetin entdeckt wurde.[4]
- Dem Russen Ildar Minschin, als Elfter des zweiten Vorlaufs ausgeschieden, wurde nachträglich die Einnahme verbotener Substanzen im August 2009 nachgewiesen. Er wurde für zwei Jahre gesperrt, mehrere Ergebnisse wurden annulliert, darunter sein EM-Resultat.[5]

Teilnehmer aus einem deutschsprachigen Land:
 Steffen Uliczka – Finale, Platz 9 in 8:41,53 min

### 4 × 100 m Staffel
| Platz | Land           | Athleten | Zeit (s) |
| ----- | -------------- | --- | -------- |
| 1     | Niederlande    | Brian Mariano Churandy Martina Giovanni Codrington Patrick van Luijk (Finale) im Vorlauf außerdem: Jerrel Feller      | 38,34 NR |
| 2     | Deutschland    | Julian Reus (Finale) Tobias Unger Alexander Kosenkow Lucas Jakubczyk im Vorlauf außerdem: Martin Keller               | 38,44000 |
| 3     | Frankreich     | Ronald Pognon (Finale) Christophe Lemaitre Pierre-Alexis Pessonneaux Emmanuel Biron im Vorlauf außerdem: Jimmy Vicaut | 38,46000 |
| 4     | Russland       | Michail Idrissow Konstantin Petrjaschow Wjatscheslaw Kolesnitschenko Pawel Karawajew                                  | 38,67000 |
| 5     | Schweiz        | Alex Wilson Marc Schneeberger Reto Schenkel Rolf Fongué (Finale) im Vorlauf außerdem: Steven Gugerli                  | 38,83000 |
| 6     | Portugal       | Ricardo Monteiro Dany Gonçalves Diogo Antunes Yazaldes Nascimento                                                     | 39,96000 |
| DNF   | Tschechien     | Jan Veleba Rostislav Šulc Vojtěch Šulc Lukáš Šťastný                                                                  |          |
| DNF   | Großbritannien | Christian Malcolm Dwain Chambers James Ellington Mark Lewis-Francis                                                   |          |

Finale: 1. Juli, 18:25 Uhr

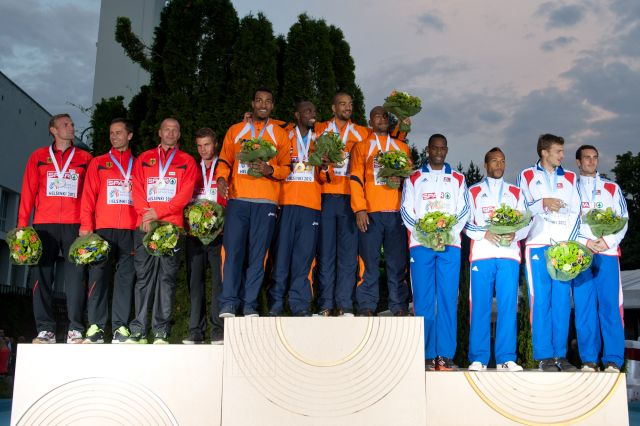
Siegerehrung 4 × 100-m-Staffel

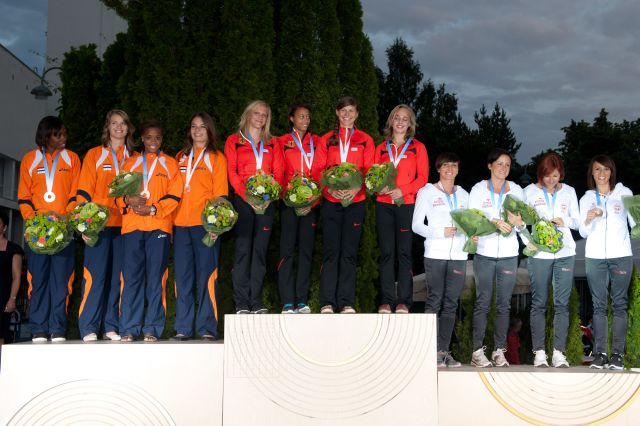
Siegerehrung 4 × 100-m-Staffel

Keine weiteren Staffeln aus deutschsprachigen Ländern

### 4 × 400 m Staffel
| Platz | Land           | Athleten | Zeit (min) |
| ----- | -------------- | --- | ---------- |
| 1     | Belgien        | Antoine Gillet Jonathan Borlée (Finale) Jente Bouckaert Kevin Borlée im Vorlauf außerdem: Nils Duerinck                                   | 3:01,09000 |
| 2     | Großbritannien | Nigel Levine Conrad Williams Robert Tobin (Finale) Richard Buck (Finale) im Vorlauf außerdem: Luke Lennon-Ford Michael Bingham            | 3:01,56000 |
| 3     | Deutschland    | Jonas Plass Kamghe Gaba Eric Krüger (Finale) Thomas Schneider im Vorlauf außerdem: Niklas Zender                                          | 3:01,77000 |
| 4     | Polen          | Piotr Wiaderek Jan Ciepiela Marcin Marciniszyn (Finale) Kacper Kozłowski (Finale) im Vorlauf außerdem: Kamil Budziejewski Michał Pietrzak | 3:02,37000 |
| 5     | Tschechien     | Daniel Němeček Pavel Maslák Josef Prorok Jakub Holuša                                                                                     | 3:02,72 NR |
| 6     | Frankreich     | Teddy Atine-Venel Toumane Coulibaly (Finale) Marc Macédot Yannick Fonsat (Finale) im Vorlauf außerdem: Naman Keïta Mame-Ibra Anne         | 3:03,04000 |
| 7     | Ukraine        | Oleksij Rjemjen Stanislaw Melnykow (Finale) Jewhen Huzol Wolodymyr Burakow im Vorlauf außerdem: Myhaylo Knysh                             | 3:04,56000 |
| 8     | Niederlande    | Joeri Moerman Bram Peters Dennis Spillekom Youssef el Rhalfioui                                                                           | 3:05,68000 |

Finale: 1. Juli, 19:45 Uhr

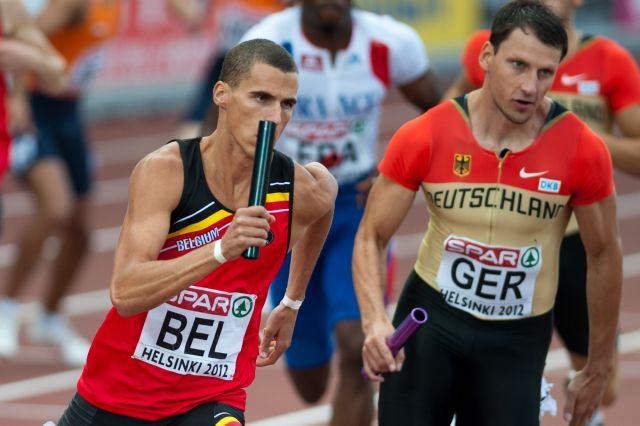
Kevin Borlée und Thomas Schneider kurz nach dem letzten Wechsel

Keine weiteren Staffeln aus deutschsprachigen Ländern

### Hochsprung
| Platz | Athlet            | Land | Höhe (m) |
| ----- | ----------------- | ---- | -------- |
| 1     | Robert Grabarz    | GBR  | 2,31     |
| 2     | Raivydas Stanys   | LTU  | 2,31     |
| 3     | Mickael Hanany    | FRA  | 2,28     |
| 4     | Sergei Mudrow     | RUS  | 2,28     |
| 5     | Gianmarco Tamberi | ITA  | 2,24     |
| 6     | Michal Kabelka    | SVK  | 2,24     |
| 6     | Szymon Kiecana    | POL  | 2,24     |
| 8     | Jaroslav Bába     | CZE  | 2,24     |
| 8     | Mihai Donişan     | ROM  | 2,24     |

Finale: 29. Juni, 18:40 Uhr

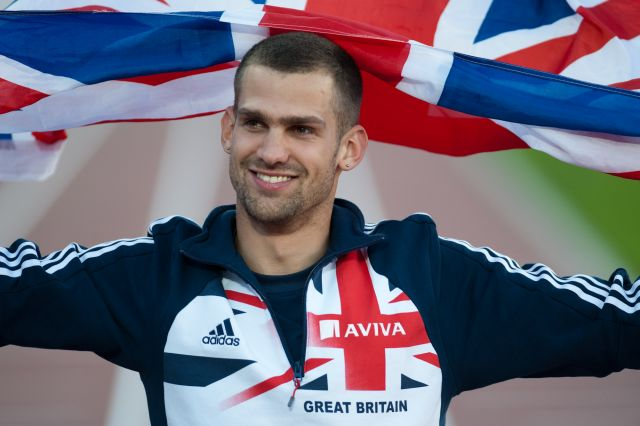
Hochsprungeuropameister Robert Grabarz

Teilnehmer aus einem deutschsprachigen Land:
 Eike Onnen – Finale, Platz 10 mit 2,20 m

### Stabhochsprung
| Platz | Athlet                   | Land | Höhe (m) |
| ----- | ------------------------ | ---- | -------- |
| 1     | Renaud Lavillenie        | FRA  | 5,97     |
| 2     | Björn Otto               | GER  | 5,92     |
| 3     | Raphael Holzdeppe        | GER  | 5,77     |
| 4     | Malte Mohr               | GER  | 5,77     |
| 5     | Konstandinos Filippidis  | GRE  | 5,72     |
| 6     | Jan Kudlička             | CZE  | 5,60     |
| 7     | Rasmus Wejnold Jørgensen | DEN  | 5,50     |
| 8     | Maksym Masuryk           | UKR  | 5,40     |
| 8     | Claudio Stecchi          | ITA  | 5,40     |

Finale: 1. Juli, 16:15 Uhr

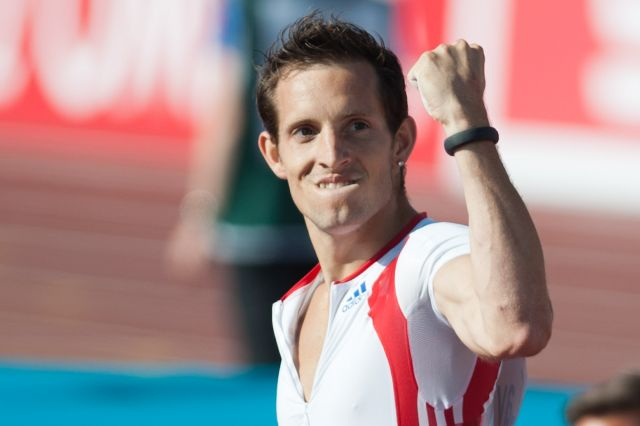
Renaud Lavillenie siegte in einem hochklassigen Stabhochsprungwettbewerb

Keine weiteren Teilnehmer aus deutschsprachigen Ländern

### Weitsprung
| Platz | Athlet            | Land | Weite (m) |
| ----- | ----------------- | ---- | --------- |
| 1     | Sebastian Bayer   | GER  | 8,34      |
| 2     | Luis Felipe Méliz | ESP  | 8,21      |
| 3     | Michel Tornéus    | SWE  | 8,17      |
| 4     | J. J. Jegede      | GBR  | 8,10      |
| 5     | Eusebio Cáceres   | ESP  | 8,06      |
| 6     | Roni Ollikainen   | FIN  | 8,05      |
| 7     | Marcos Chuva      | POR  | 7,92      |
| 8     | Tomasz Jaszczuk   | POL  | 7,90      |

Finale: 1. Juli, 17:45 Uhr

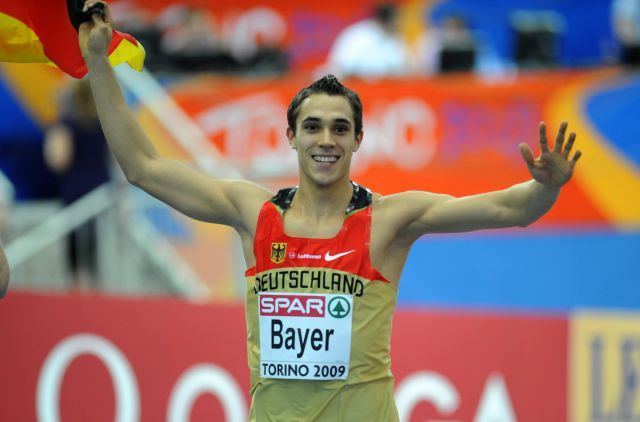
Sebastian Bayer, Gewinner des Weitsprungs

Weitere Teilnehmer aus einem deutschsprachigen Land:
In der Qualifikation (29. Juni) ausgeschieden:
 Alyn Camara – Gruppe B, Platz 8 mit 7,80 m
 Nils Winter – Gruppe B, Platz 12 mit 7,71 m

### Dreisprung
| Platz | Athlet              | Land | Weite (m) |
| ----- | ------------------- | ---- | --------- |
| 1     | Fabrizio Donato     | ITA  | 17,63 w   |
| 2     | Scheryf El-Scheryf  | UKR  | 17,28 w   |
| 3     | Aljaksej Zapik      | BLR  | 16,97 w   |
| 4     | Alexei Fjodorow     | RUS  | 16,8300   |
| 5     | Momtschil Karailiew | BUL  | 16,77 w   |
| 6     | Karol Hoffmann      | POL  | 16,7400   |
| 7     | Dsmitryj Platnizki  | BLR  | 16,6800   |
| 8     | Yochai Halevi       | ISR  | 16,6700   |

Finale: 30. Juni, 19:05 Uhr

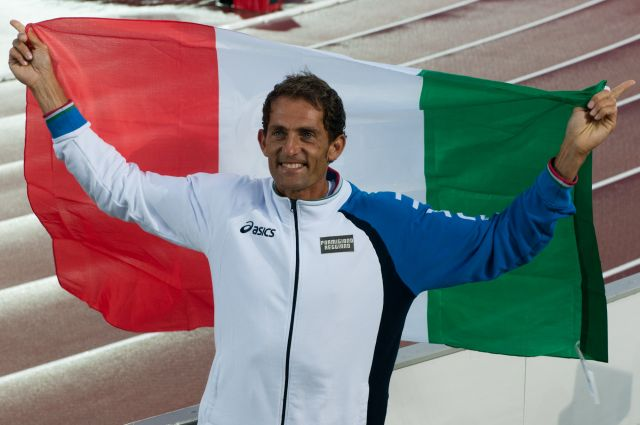
Fabrizio Donato feierte seinen Sieg im Dreisprung

Teilnehmer aus einem deutschsprachigen Land:
 Andreas Pohle – Finale, Platz 12 mit 16,34 m

### Kugelstoßen
| Platz | Athlet          | Land | Weite (m) |
| ----- | --------------- | ---- | --------- |
| 1     | David Storl     | GER  | 21,58     |
| 2     | Rutger Smith    | NED  | 20,55     |
| 3     | Asmir Kolašinac | SRB  | 20,36     |
| 4     | Hüseyin Atıcı   | TUR  | 20,24     |
| 5     | Marco Fortes    | POR  | 20,24     |
| 6     | Antonín Žalský  | CZE  | 19,94     |
| 7     | Borja Vivas     | ESP  | 19,81     |
| 8     | Marco Schmidt   | GER  | 19,65     |

Finale: 29. Juni, 21:20 Uhr

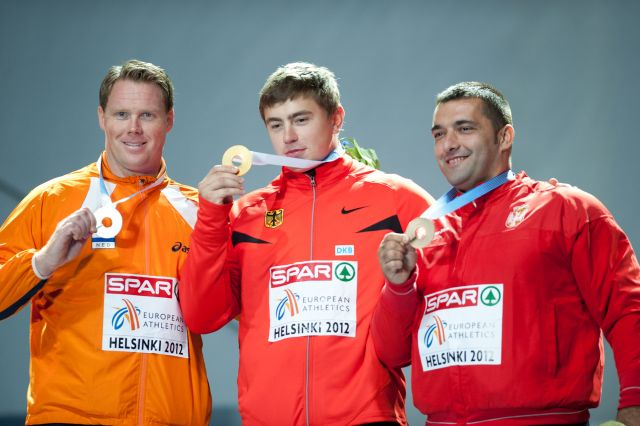
Siegerehrung im Kugelstoßen (v. l. n. r.): Rutger Smith, David Storl, Asmir Kolašinac

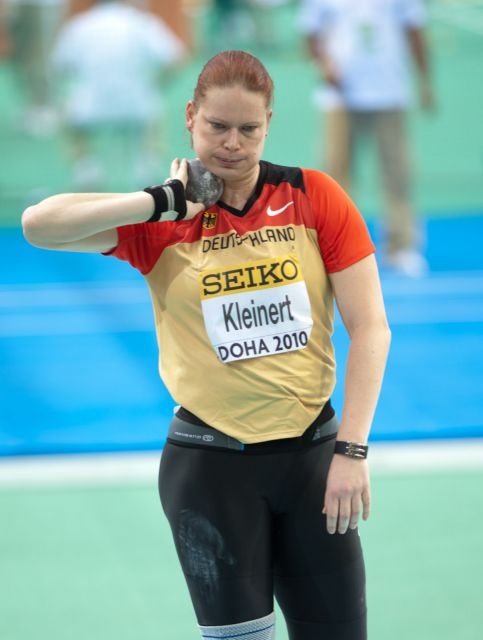
Nadine Kleinert errang als Europameisterin einen der größten Erfolge ihrer Karriere

Keine weiteren Teilnehmer aus deutschsprachigen Ländern

### Diskuswurf
| Platz | Athlet         | Land | Weite (m) |
| ----- | -------------- | ---- | --------- |
| 1     | Robert Harting | GER  | 68,30     |
| 2     | Gerd Kanter    | EST  | 66,53     |
| 3     | Rutger Smith   | NED  | 64,02     |
| 4     | Mario Pestano  | ESP  | 63,87     |
| 5     | Frank Casañas  | ESP  | 63,60     |
| 6     | Robert Urbanek | POL  | 62,99     |
| 7     | Gerhard Mayer  | AUT  | 62,85     |
| 8     | Markus Münch   | GER  | 61,25     |

Finale: 30. Juni, 19:10 Uhr

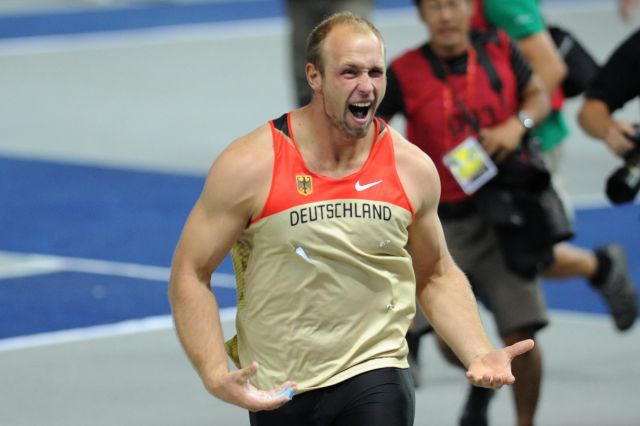
Europameister Robert Harting – der dominante Diskuswerfer seit 2009

Der zunächst drittplatzierte Ungar Zoltán Kővágó wurde wegen Verstoßes gegen die Dopingbestimmungen nachträglich disqualifiziert und für zwei Jahre gesperrt.
Weitere Teilnehmer aus deutschsprachigen Ländern:
In der Qualifikation (29. Juni) ausgeschieden:
 Martin Wierig – Gruppe A, Platz 8 mit 61,34 m

### Hammerwurf
| Platz | Athlet            | Land | Weite (m) |
| ----- | ----------------- | ---- | --------- |
| 1     | Krisztián Pars    | HUN  | 79,72     |
| 2     | Alexei Sagorny    | RUS  | 77,40     |
| 3     | Szymon Ziółkowski | POL  | 76,67     |
| 4     | Waleryj Swjatocha | BLR  | 75,83     |
| 5     | Nicola Vizzoni    | ITA  | 75,13     |
| 6     | Mattias Jons      | SWE  | 74,56     |
| 7     | Markus Esser      | GER  | 74,49     |
| 8     | Jérôme Bortoluzzi | FRA  | 74,49     |

Finale: 30. Juni, 21:05 Uhr

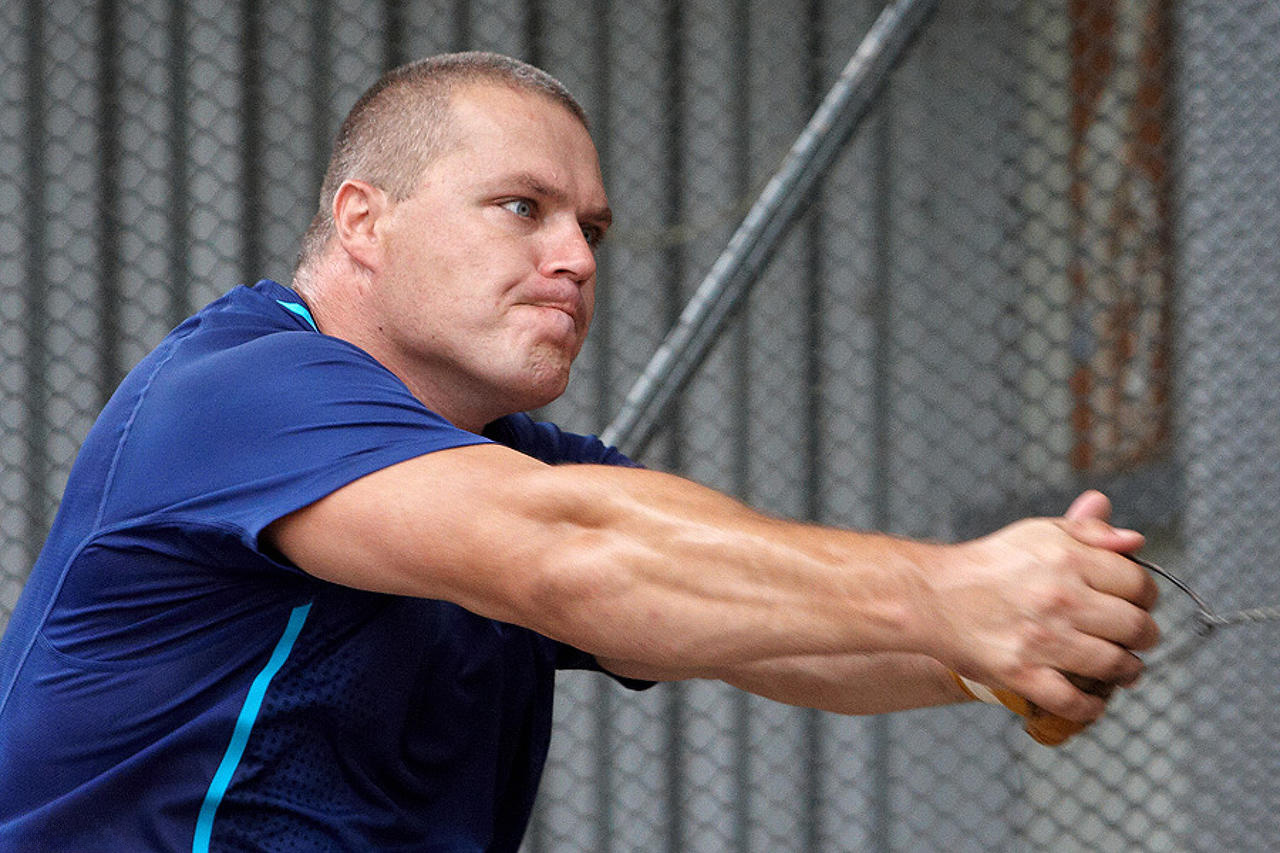
Europameister wurde der bereits vorher sehr erfolgreiche Krisztián Pars

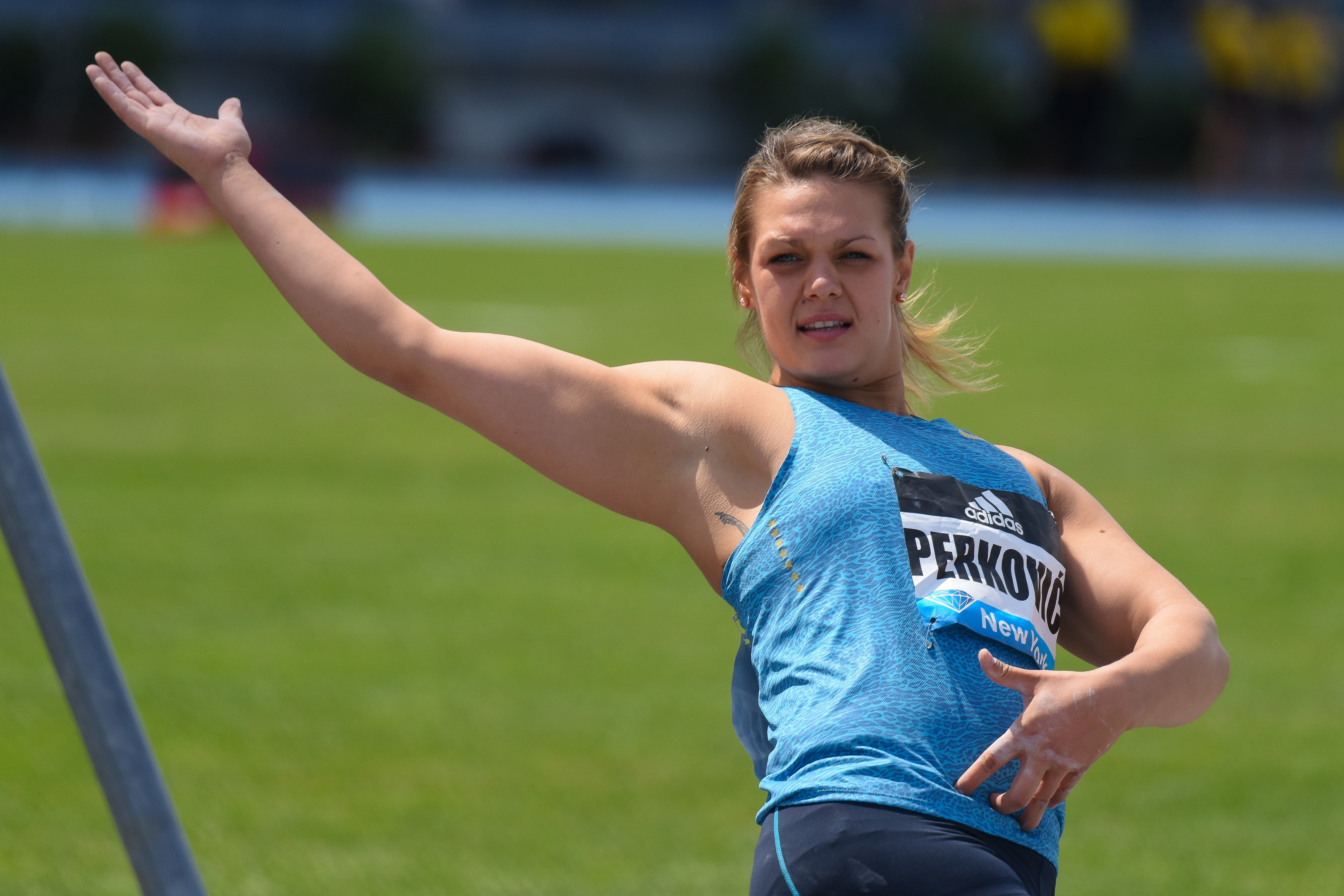
Titelverteidigerin Sandra Perković wurde zum zweiten Mal Europameisterin

Keine weiteren Teilnehmer aus deutschsprachigen Ländern

### Speerwurf
| Platz | Athlet              | Land | Weite (m) |
| ----- | ------------------- | ---- | --------- |
| 1     | Vítězslav Veselý    | CZE  | 83,72     |
| 2     | Waleri Iordan       | RUS  | 83,23     |
| 3     | Ari Mannio          | FIN  | 82,63     |
| 4     | Andreas Thorkildsen | NOR  | 81,55     |
| 5     | Oleksandr Pjatnyzja | UKR  | 81,41     |
| 6     | Igor Janik          | POL  | 81,21     |
| 7     | Kim Amb             | SWE  | 79,03     |
| 8     | Gabriel Wallin      | SWE  | 77,18     |

Finale: 28. Juni, 18:45 Uhr

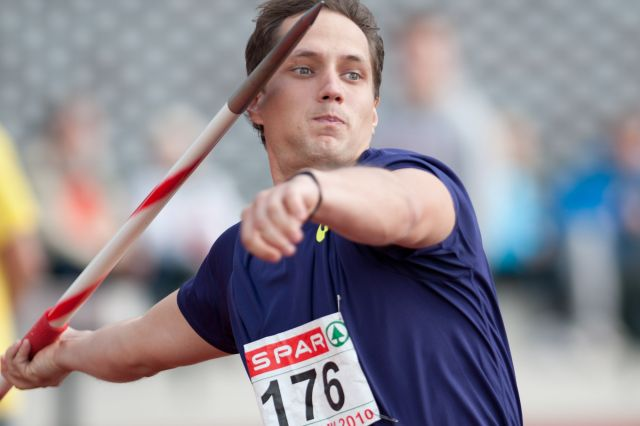
Europameister Vítězslav Veselý

In diesem Wettbewerb gab es einen Dopingfall: Der in der Qualifikation als Letzter der Gruppe A ausgeschiedene Grieche Yervásios Filippídis wurde wegen Verstoßes gegen die Dopingbestimmungen nachträglich disqualifiziert.
Teilnehmer aus einem deutschsprachigen Land:
Finale:
 Tino Häber – Platz 9 mit 76,11 m
In der Qualifikation (27. Juni) ausgeschieden:
 Thomas Röhler – Gruppe A, Platz 7 mit 78,89 m
 Mark Frank – Gruppe B, Platz 7 mit 75,55 m

### Zehnkampf
| Platz | Athlet                  | Land | Punkte |
| ----- | ----------------------- | ---- | ------ |
| 1     | Pascal Behrenbruch      | GER  | 8558   |
| 2     | Oleksij Kasjanow        | UKR  | 8321   |
| 3     | Ilja Schkurenjow        | RUS  | 8219   |
| 4     | Mihail Dudaš            | SRB  | 8154   |
| 5     | Gaël Quérin             | FRA  | 8098   |
| 6     | Roman Šebrle            | CZE  | 8052   |
| 7     | Norman Müller           | GER  | 8003   |
| 8     | Adam Sebastian Helcelet | CZE  | 7998   |

Datum: 27./28. Juni

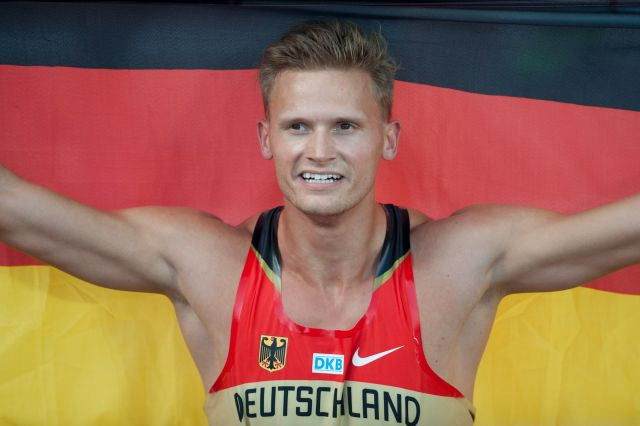
Gegen die Kritik des eigenen Verbands bestritt Pascal Behrenbruch den Zehnkampf und wurde Europameister

Weitere Teilnehmer aus deutschsprachigen Ländern:
 Jonas Fringeli – Platz 11 mit 7719 Punkten
 Dominik Distelberger – Platz 15 mit 7611 Punkte
 Mathias Brugger – DNF

## Resultate Frauen

### 100 m
| Platz | Athletin         | Land | Zeit (s) |
| ----- | ---------------- | ---- | -------- |
| 1     | Iwet Lalowa      | BUL  | 11,28    |
| 2     | Olessja Powch    | UKR  | 11,32    |
| 3     | Lina Grinčikaitė | LTU  | 11,32    |
| 4     | Ezinne Okparaebo | NOR  | 11,39    |
| 5     | Olga Belkina     | RUS  | 11,42    |
| 6     | Verena Sailer    | GER  | 11,42    |
| 7     | Anne Cibis       | GER  | 11,54    |
| 8     | Tatjana Pinto    | GER  | 11,62    |

Finale: 28. Juni, 18:30 Uhr
Wind: −0,7 m/s

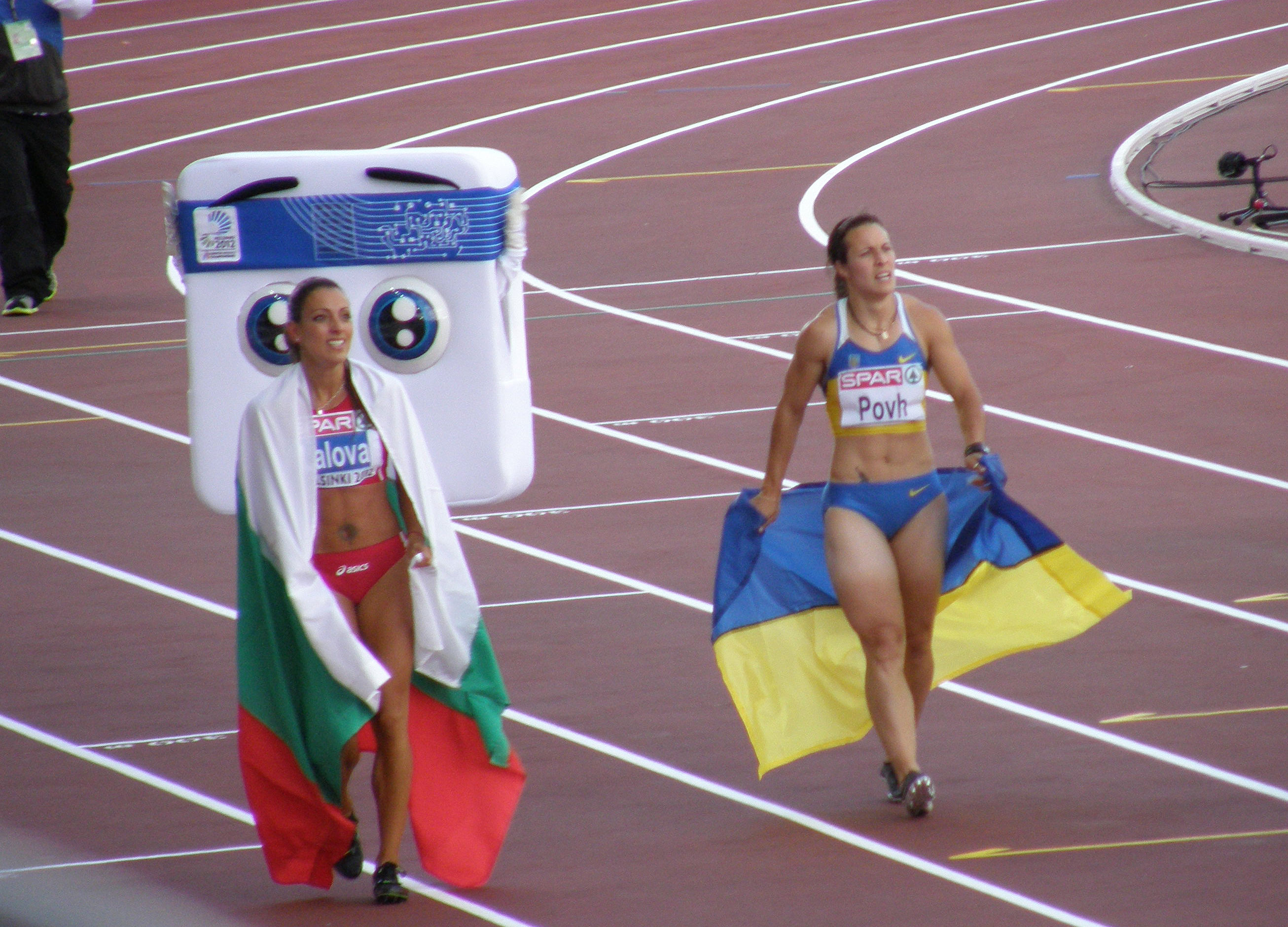
Olessja Powch (links) und Iwet Lalowa, dahinter das Maskottchen der Europameisterschaften

Weitere Teilnehmerin aus einem deutschsprachigen Land;
Im Vorlauf (27. Juni) ausgeschieden:
 Mujinga Kambundji – Lauf 4, Platz 7 in 11,68 s

### 200 m
| Platz | Athletin                | Land | Zeit (s) |
| ----- | ----------------------- | ---- | -------- |
| 1     | Marija Rjemjen          | UKR  | 23,05    |
| 2     | Chrystyna Stuj          | UKR  | 23,17    |
| 3     | Myriam Soumaré          | FRA  | 23,21    |
| 4     | Wiktorija Pjatatschenko | UKR  | 23,25    |
| 5     | Dafne Schippers         | NED  | 23,53    |
| 6     | Jamile Samuel           | NED  | 23,55    |
| 7     | Eleni Artymata          | CYP  | 23,59    |
| 8     | Johanna Danois          | FRA  | 23,61    |

Finale: 30. Juni, 20:50 Uhr
Wind: −1,3 m/s

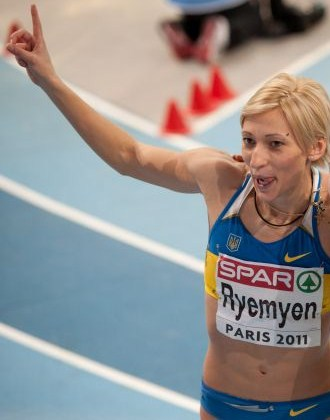
Marija Rjemjen – Siegerin über 200 Meter

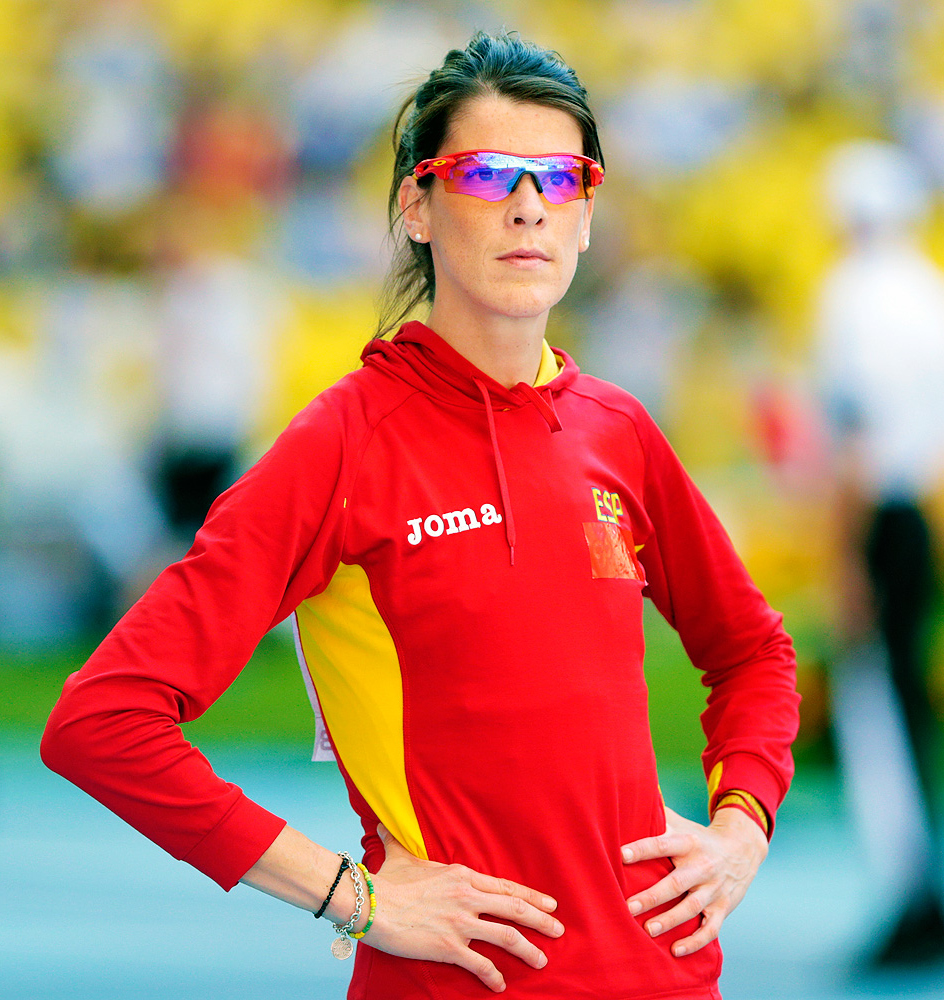
Die Europameisterin Ruth Beitia

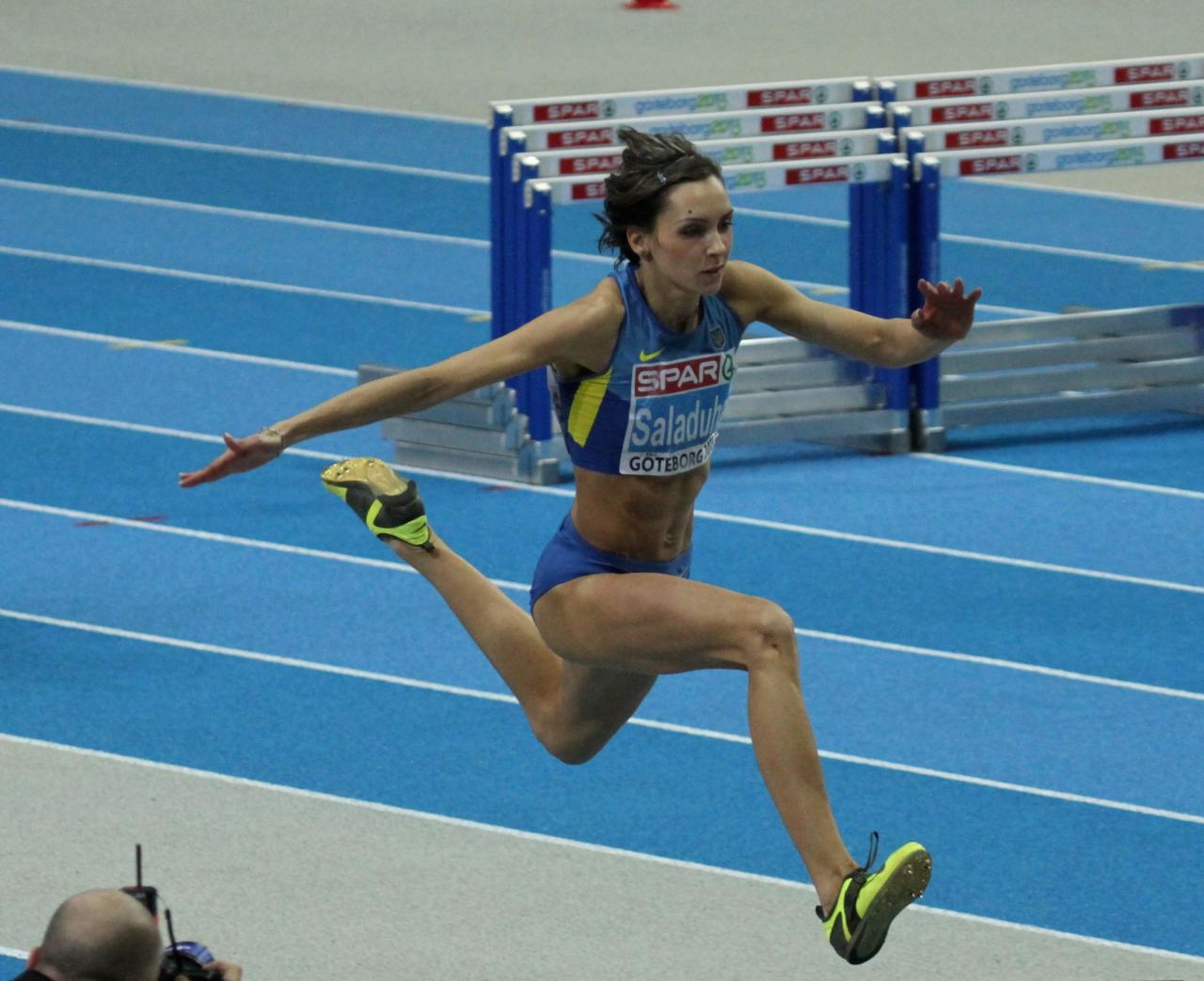
Die amtierende Weltmeisterin Olha Saladucha verteidigte
souverän ihren EM-Titel

Teilnehmerinnen aus deutschsprachigen Ländern:
Im Halbfinale (29. Juni) ausgeschieden:
 Léa Sprunger – Lauf 2, Platz 3 in 23,45 s
 Inna Weit – Lauf 4, Platz 6 in 23,95 s
Im Vorlauf (29. Juni) ausgeschieden:
 Jaqueline Gasser – Lauf 5, Platz 5 in 24,18 s

### 400 m
| Platz | Athletin         | Land | Zeit (s) |
| ----- | ---------------- | ---- | -------- |
| 1     | Moa Hjelmer      | SWE  | 51,13 NR |
| 2     | Xenija Sadorina  | RUS  | 51,26000 |
| 3     | Ilona Ussowitsch | BLR  | 51,94000 |
| 4     | Olha Semljak     | UKR  | 52,01000 |
| 5     | Lee McConnell    | GBR  | 52,20000 |
| 6     | Libania Grenot   | ITA  | 52,57000 |
| 7     | Daryna Prystupa  | UKR  | 53,03000 |
| 8     | Muriel Hurtis    | FRA  | 54,50000 |

Finale: 29. Juni, 22:25 Uhr
In diesem Wettbewerb gab es zwei Dopingfälle durch türkische Läuferinnen:
- Pınar Saka, die sich zunächst für das Halbfinale qualifiziert hatte und dort ausgeschieden war, wurde 2013 wegen Auffälligkeiten in ihrem biologischen Pass für drei Jahre bis zum 23. Mai 2015 gesperrt. Alle ihre Ergebnisse vom 18. Juni 2012 an wurden rückwirkend annulliert.
- Meliz Redif, die schon im Vorlauf ausgeschieden war, wurde wegen Auffälligkeiten in ihrem biologischen Pass für drei Jahre gesperrt – 31. März 2015 bis 30. März 2018. Alle ihre Ergebnisse von 2009 bis 2013 wurden rückwirkend annulliert.[8]

Teilnehmerin aus deutschsprachigen Ländern:
Im Halbfinale (28. Juni) ausgeschieden:
 Esther Cremer – Lauf 2, Platz 5 in 52,77 s

### 800 m
| Platz | Athletin           | Land | Zeit (min) |
| ----- | ------------------ | ---- | ---------- |
| 1     | Lynsey Sharp       | GBR  | 2:00,52    |
| 2     | Maryna Arsamassawa | BLR  | 2:01,02    |
| 3     | Lilija Lobanowa    | UKR  | 2:01,29    |
| 4     | Lucia Klocová      | SVK  | 2:01,38    |
| 5     | Jemma Simpson      | GBR  | 2:02,14    |
| 6     | Natalija Piliušina | LTU  | 2:06,59    |
| DOP   | Jelena Arschakowa  | RUS  | 1:58,51    |
| DOP   | Irina Maratschowa  | RUS  | 2:00,66    |

Finale: 29. Juni, 21:45 Uhr
In diesem Wettbewerb gab es drei dopingbedingte Disqualifikationen. In zwei Fällen handelte es sich um russische Läuferinnen, in einem um eine Athletin aus der Ukraine.
- Jelena Arschakowa (Russland), zunächst als Erste eingelaufen, wurde 2013 wegen anormaler Hämoglobinwerte in ihrem biologischen Pass für zwei Jahre gesperrt, alle ihre Ergebnisse ab dem 12. Juli 2011 wurden rückwirkend annulliert.[9]
- Irina Maratschowa (Russland), zunächst auf Rang drei, wurde 2016 durch das Russische Olympische Komitee (ROC) wegen anormaler Hämoglobinwerte in ihrem biologischen Pass für zwei Jahre gesperrt. Ihre bei den Europameisterschaften 2012 errungene Medaille musste sie abgeben.[10]
- Tetjana Petljuk (Ukraine), als Fünfte des ersten Vorlaufs ausgeschieden, wurde durch den Leichtathletikverband der Ukraine wegen Abweichungen in ihrem biologischen Pass bis zum 17. Januar 2015 gesperrt. Unter anderem ihr Resultat bei den Europameisterschaften 2012 wurde annulliert.[11]

### 1500 m
| Platz | Athletin               | Land | Zeit (min) |
| ----- | ---------------------- | ---- | ---------- |
| 1     | Nuria Fernández        | ESP  | 4:08,80    |
| 2     | Diana Sujew            | GER  | 4:09,28    |
| 3     | Tereza Čapková         | CZE  | 4:10,17    |
| 4     | Corinna Harrer         | GER  | 4:10,38    |
| 5     | Isabel Macías          | ESP  | 4:11,12    |
| 6     | Ingvill Måkestad Bovim | NOR  | 4:13,32    |
| 7     | Marina Munćan          | SRB  | 4:15,63    |

Finale: 1. Juli, 16:10 Uhr

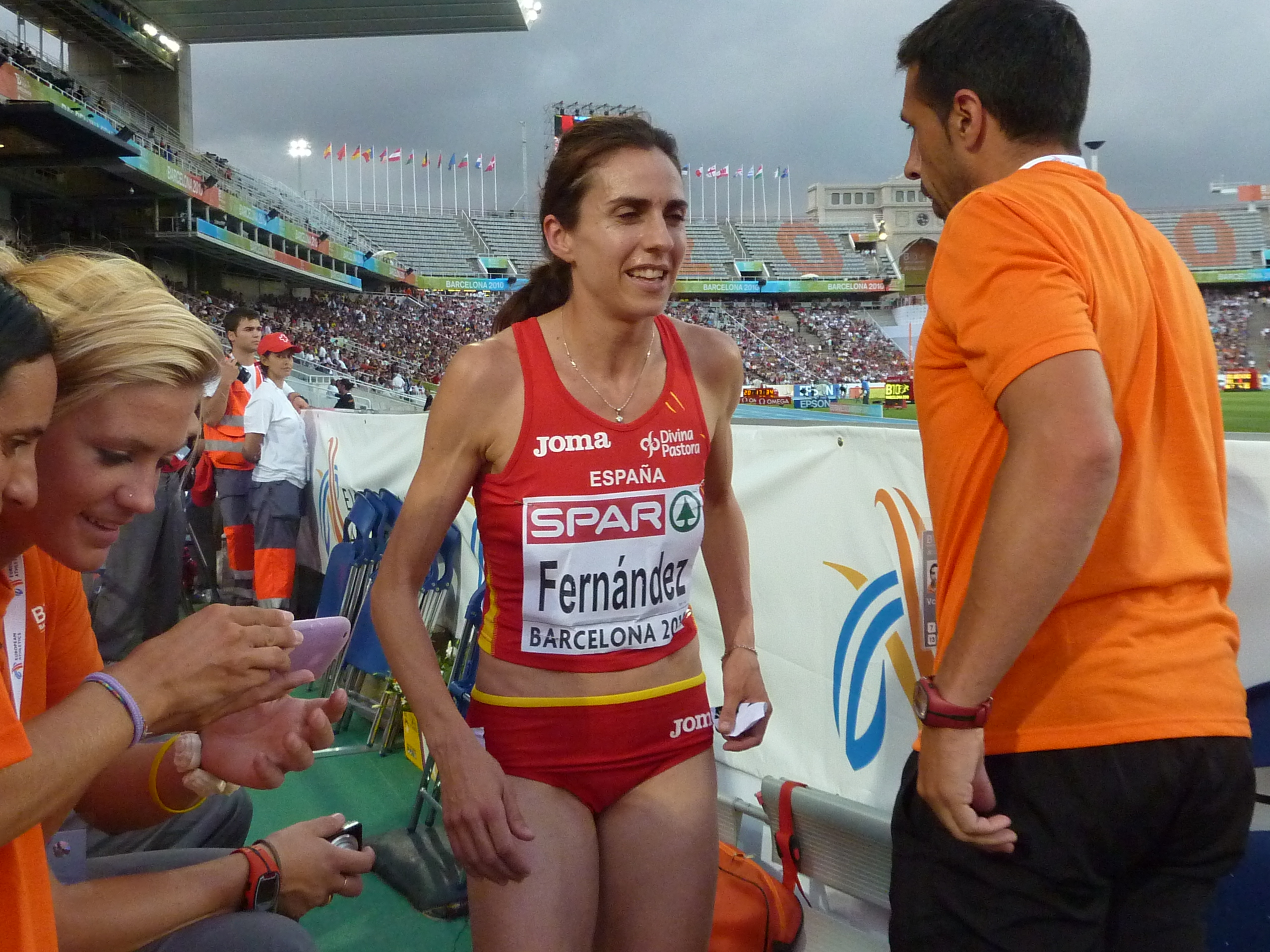
Nuria Fernández konnte ihren Titel letztendlich doch erfolgreich verteidigen

Der 1500-Meter-Lauf war durch gleich sechs Dopingfälle belastet. Fünf der betroffenen Athletinnen erreichten das Finale und belegten dort die Ränge eins bis vier sowie Platz acht. Sie wurden nachträglich sukzessive nach jeweils immer neuem Erkenntnisstand disqualifiziert.
- Aslı Çakır Alptekin ( Türkei) – zunächst Erste[12]
- Gamze Bulut ( Türkei) – zunächst Zweite[13]
- Hanna Mischtschenko ( Ukraine) – zunächst Dritte[14]
- Jekaterina Gorbunowa ( Russland) – zunächst Vierte[15]
- Kristina Chalejewa, spätere Kristina Ugarova ( Russland) – zunächst Achte[16]
- Anschelika Schewtschenko ( Ukraine) – im Vorlauf ausgeschieden[17]

Die Athletinnen rückten mit ihren Platzierungen entsprechend nach.
Weitere Teilnehmerin aus einem deutschsprachigen Land:
Im Vorlauf (30. Juni) ausgeschieden:
 Denise Krebs – Lauf 1, Platz 6 in 4:12,85 min

### 5000 m
| Platz | Athletin        | Land | Zeit (min) |
| ----- | --------------- | ---- | ---------- |
| 1     | Olga Golowkina  | RUS  | 15:11,70   |
| 2     | Sara Moreira    | POR  | 15:12,05   |
| 3     | Julia Bleasdale | GBR  | 15:12,77   |
| 4     | Roxana Bârcă    | ROM  | 15:13,40   |
| 5     | Nadia Ejjafini  | ITA  | 15:16,54   |
| 6     | Almenesh Belete | BEL  | 15:22,15   |
| 7     | Elena Romagnolo | ITA  | 15:24,38   |
| 8     | Judith Plá      | ESP  | 15:27,62   |

Datum: 28. Juni, 17:35 Uhr
In diesem Wettbewerb gab es zwei Dopingfälle:
- Ljudmyla Kowalenko (Ukraine), zunächst Zweite, wurde wegen Abweichungen in ihrem biologischen Pass vom 27. Juni 2012 bis 10. April 2016 gesperrt, ihre Ergebnisse von diesen Europameisterschaften wurden rückwirkend annulliert.[18]
- Swetlana Kirejewa (Russland), zunächst Siebte, wurde wegen Abweichungen in ihrem biologischen Pass vom 27. Juni 2012 bis 10. April 2016 gesperrt, ihre Ergebnisse von diesen Europameisterschaften wurden rückwirkend annulliert.[19]

Teilnehmerinnen aus deutschsprachigen Ländern – es gab keine Vorläufe:
 Silvia Weissteiner – Platz 14 in 15:39,23 min
 Maren Kock – Platz 16 in 15:52,74 min
 Sabine Fischer (Leichtathletin) – DNF

### 10.000 m
| Platz | Athletin            | Land | Zeit (min) |
| ----- | ------------------- | ---- | ---------- |
| 1     | Ana Dulce Félix     | POR  | 31:44,75   |
| 2     | Joanne Pavey        | GBR  | 31:49,03   |
| 3     | Olha Skrypak        | UKR  | 31:51,32   |
| 4     | Fionnuala Britton   | IRL  | 32:05,54   |
| 5     | Sabrina Mockenhaupt | GER  | 32:16,55   |
| 6     | Charlotte Purdue    | GBR  | 32:28,46   |
| 7     | Ana Dias            | POR  | 32:35,82   |
| 8     | Elena Romagnolo     | ITA  | 32:42,31   |

Datum: 1. Juli, 17:25 Uhr
Weitere Teilnehmerin aus einem deutschsprachigen Land – es gab keine Vorläufe:
 Patricia Morceli – Platz 14 in 34:24,82 min

### 100 m Hürden
| Platz | Athletin              | Land | Zeit (s) |
| ----- | --------------------- | ---- | -------- |
| 1     | Alina Talaj           | BLR  | 12,91    |
| 2     | Kazjaryna Paplauskaja | BLR  | 12,97    |
| 3     | Beate Schrott         | AUT  | 12,98    |
| 4     | Anne Zagré            | BEL  | 13,02    |
| 5     | Marzia Caravelli      | ITA  | 13,11    |
| 6     | Cindy Roleder         | GER  | 13,11    |
| 7     | Micol Cattaneo        | ITA  | 13,16    |
| DOP   | Nevin Yanıt           | TUR  | 12,81    |

Finale: 30. Juni, 22:35 Uhr
Wind: −1,4 m/s

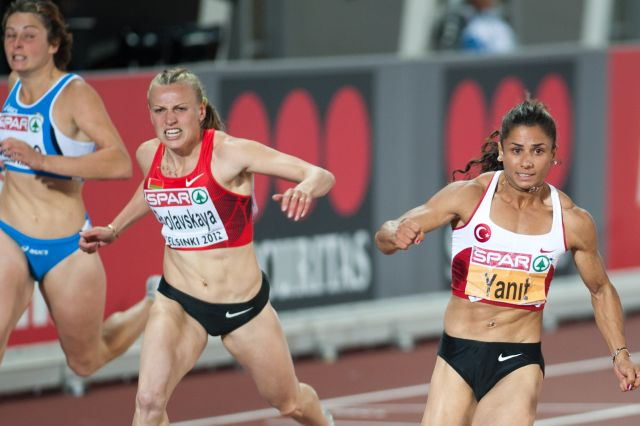
Finish 100 Meter Hürden: Nevin Yanıt (rechts), Kazjaryna Paplauskaja (Mitte)

Die zunächst erstplatzierte türkische Titelverteidigerin Nevin Yanıt wurde am 30. Juni 2015 wegen Dopingmissbrauchs nachträglich disqualifiziert.

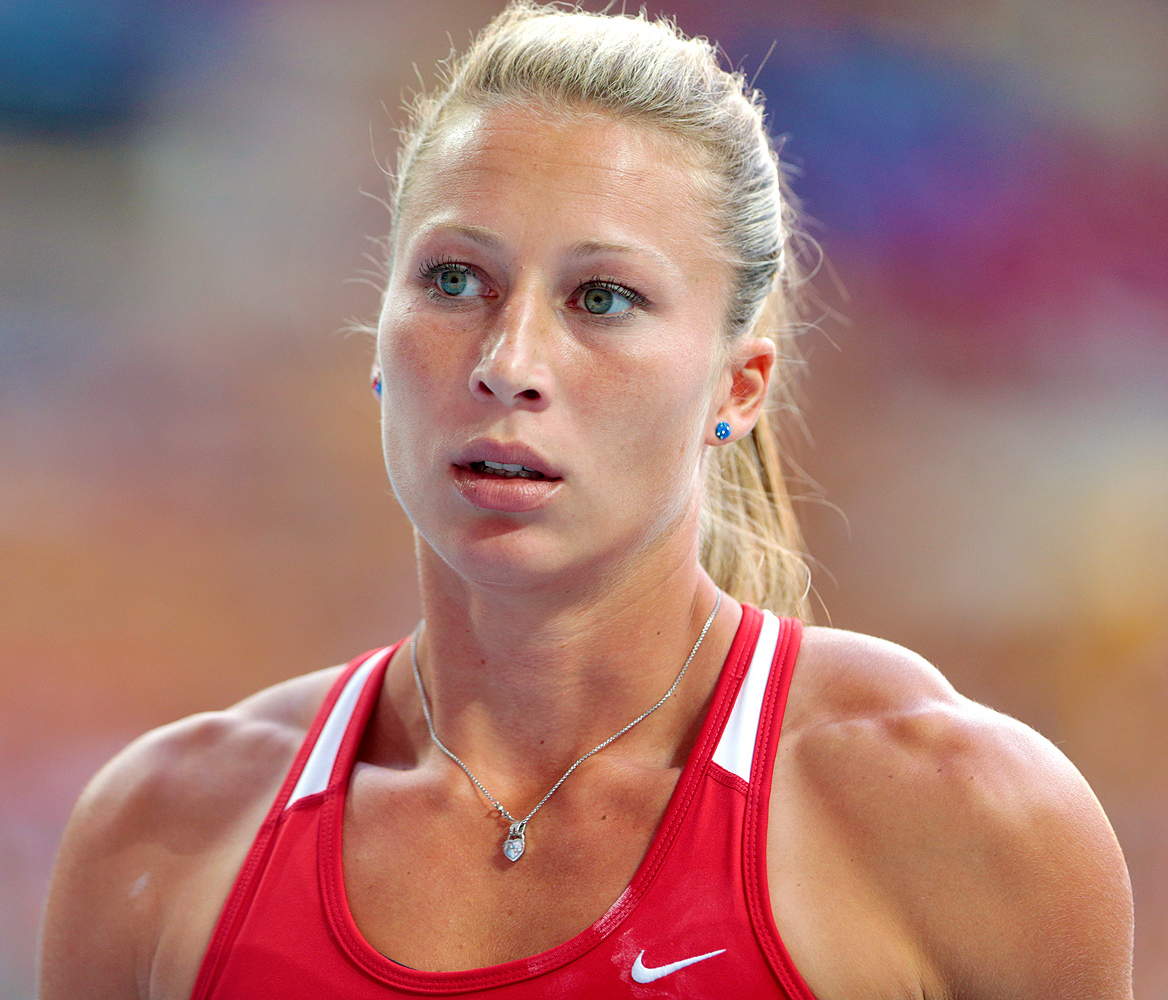
Jiřina Ptáčníková, spätere Jiřina Svobodová, siegte in einer engen Entscheidung

Weitere Teilnehmerinnen aus deutschsprachigen Ländern:
Im Halbfinale (30. Juni) ausgeschieden:
 Nadine Hildebrand – Lauf 1, Platz 7 in 13,52 s
Im Vorlauf (29. Juni) ausgeschieden:
 Clélia Rard-Reuse – Lauf 4, Platz 4 in 13,25 s

### 400 m Hürden
| Platz | Athlet              | Land | Zeit (s) |
| ----- | ------------------- | ---- | -------- |
| 1     | Irina Dawydowa      | RUS  | 53,77 WL |
| 2     | Denisa Rosolová     | CZE  | 54,24000 |
| 3     | Hanna Jaroschtschuk | UKR  | 54,35000 |
| 4     | Zuzana Hejnová      | CZE  | 54,49000 |
| 5     | Jelena Tschurakowa  | RUS  | 54,78000 |
| 6     | Élodie Ouédraogo    | BEL  | 55,95000 |
| 7     | Zuzana Bergrová     | CZE  | 56,26000 |
| 8     | Jessie Barr         | IRL  | 56,83000 |

Finale: 29. Juni, 20:00 Uhr

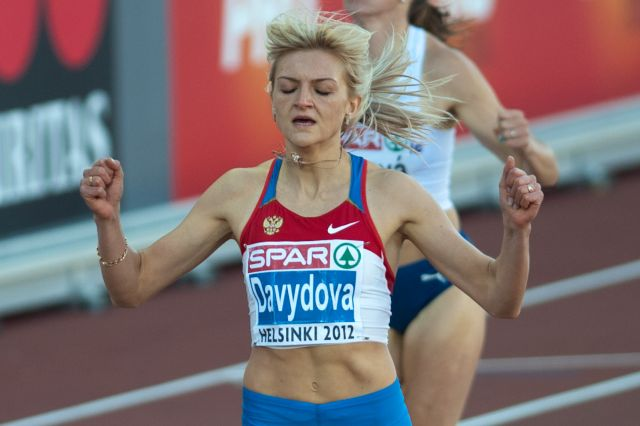
Irina Dawydowa – Europameisterin über 400 m Hürden

Doping: Die Ukrainerin Hanna Titimez, die im Halbfinale ausschied, wurde wegen Verstoßes gegen die Dopingbestimmungen von ihrem nationalen Verband rückwirkend vom 3. April 2017 für zwei Jahre gesperrt. Ihre Resultate vom 26. Juni 2012 bis zum 26. Juni 2014 wurden annulliert.
Teilnehmerin aus deutschsprachigem Land:
Im Vorlauf (27. Juni) ausgeschieden:
 Tina Kron – Lauf 3, Platz 4 in 57,61 s

### 3000 m Hindernis
| Platz | Athletin              | Land | Zeit (min) |
| ----- | --------------------- | ---- | ---------- |
| 1     | Gülcan Mıngır         | TUR  | 9:32,96    |
| 2     | Antje Möldner-Schmidt | GER  | 9:36,37    |
| 3     | Gesa Felicitas Krause | GER  | 9:38,20    |
| 4     | Ancuța Bobocel        | ROM  | 9:41,32    |
| 5     | Poļina Jeļizarova     | LAT  | 9:41,38    |
| 6     | Natalja Gortschakowa  | RUS  | 9:42,98    |
| 7     | Diana Martín          | ESP  | 9:45,36    |
| 8     | Clarisse Cruz         | POR  | 9:47,76    |

Finale: 30. Juni, 19:55 Uhr

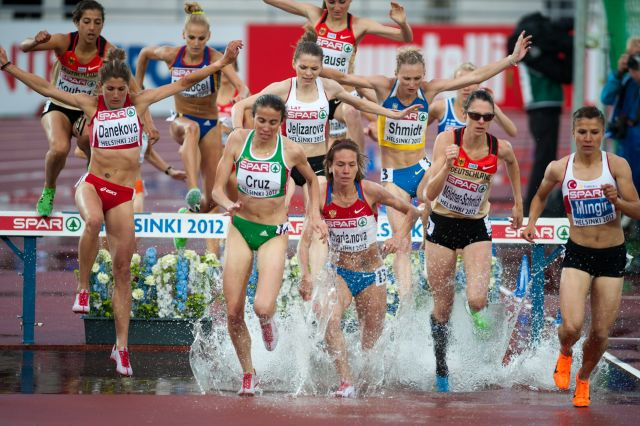
Feld der Hindernisläuferinnen am Wassergraben

Überschattet wurde auch dieser Wettbewerb von Dopingfällen, vier an der Zahl:
- Der Ukrainerin Switlana Schmidt wurde die zunächst erlaufene Silbermedaille nach Unregelmäßigkeiten im biologischen Pass 2015 aberkannt.[32]
- Die Russin Ljubow Charlamowa, zunächst eingelaufen als Dreizehnte, wurde nach Verstößen gegen die Dopingbestimmungen vom russischen Leichtathletikverband RusAF für zwei Jahre gesperrt. Ihr Resultat von diesen Europameisterschaften wurde annulliert.[23]
- Die Spanierin Marta Domínguez, die ihr Vorlaufrennen nicht beendet hatte, wurde vom Internationalen Sportgerichtshof CAS für drei Jahre gesperrt. Alle ihre zwischen dem 5. August 2009 und dem 4. Januar 2013 erzielten Ergebnisse wurden gestrichen.[24]
- Die Türkin Binnaz Uslu, die im ersten Vorlauf nicht ins Ziel gekommen war, erhielt eine Sperre von zwei Jahren. Ihre seit dem 13. März 2007 erzielten Resultate wurden annulliert.[25]

Weitere Teilnehmerin aus deutschsprachigen Ländern:
 Sanaa Koubaa – Finale, Platz 12 in 10:02,33 min

### 4 × 100 m Staffel
| Platz | Land        | Athletinnen | Zeit (s) |
| ----- | ----------- | --- | -------- |
| 1     | Deutschland | Leena Günther Anne Cibis Tatjana Pinto Verena Sailer                                                                          | 42,51    |
| 2     | Niederlande | Kadene Vassell Dafne Schippers (Finale) Eva Lubbers Jamile Samuel (Finale) im Vorlauf außerdem: Esther Akihary Marit Dopheide | 42,80    |
| 3     | Polen       | Marika Popowicz Daria Korczyńska Marta Jeschke Ewelina Ptak                                                                   | 43,06    |
| 4     | Russland    | Jewgenija Poljakowa Jekaterina Kusina Jekaterina Woronenkowa Olga Belkina                                                     | 43,37    |
| 5     | Frankreich  | Carima Louami Ayodelé Ikuesan Lina Jacques-Sébastien (Finale) Christine Arron im Vorlauf außerdem: Jennifer Galais            | 43,44    |
| 6     | Schweiz     | Michelle Cueni Jacqueline Gasser Ellen Sprunger Léa Sprunger                                                                  | 43,61    |
| 7     | Belarus     | Wolha Astaschka Kazjaryna Hantschar Alena Daniljuk-Neumjarschizkaja Julija Balykina                                           | 44,06    |
| DNF   | Ukraine     | Olessja Powch Natalija Pohrebnjak Marija Rjemjen Wiktorija Pjatatschenko                                                      |          |

Finale: 1. Juli, 17:05 Uhr
Keine weiteren Staffeln aus deutschsprachigen Ländern

### 4 × 400 m Staffel
| Platz | Land           | Athletinnen | Zeit (min) |
| ----- | -------------- | --- | ---------- |
| 1     | Ukraine        | Julija Olischewska Olha Semljak (Finale) Natalija Pyhyda Alina Lohwynenko im Vorlauf außerdem: Daryna Prystupa        | 3:25,07    |
| 2     | Frankreich     | Phara Anacharsis Lénora Guion-Firmin (Finale) Marie Gayot Floria Gueï im Vorlauf außerdem: Elea Mariama Diarra        | 3:25,49    |
| 3     | Tschechien     | Zuzana Hejnová Zuzana Bergrová Jitka Bartoničková Denisa Rosolová                                                     | 3:26,02    |
| 4     | Großbritannien | Shana Cox Nicola Sanders Lee McConnell (Finale) Eilidh Child im Vorlauf außerdem: Kelly Massey                        | 3:26,20    |
| 5     | Deutschland    | Esther Cremer Janin Lindenberg Christiane Klopsch Fabienne Kohlmann                                                   | 3:27,81    |
| 6     | Russland       | Olga Towarnowa Tatjana Weschkurowa Julija Terechowa Xenija Sadorina (Finale) im Vorlauf außerdem: Lilija Molgatschewa | 3:28,36    |
| 7     | Rumänien       | Sanda Belgyan (Finale) Mirela Lavric Bianca Răzor Angela Moroșanu im Vorlauf außerdem: Alina Panainte                 | 3:29,80    |
| 8     | Polen          | Agata Bednarek Justyna Święty Magdalena Gorzkowska (Finale) Anna Jesień im Vorlauf außerdem: Iga Baumgart-Witan       | 3:30,17    |

Finale: 1. Juli, 19:25 Uhr
Die Staffel der Türkei, die im Vorlauf ausschied, wurde nachträglich disqualifiziert. Zwei ihrer Läuferinnen, die auch in der Einzeldisziplin über 400 Meter gestartet waren, wurden mit entsprechenden Konsequenzen des Dopingmissbrauchs überführt.
- Meliz Redif wurde wegen Auffälligkeiten in ihrem biologischen Pass für drei Jahre gesperrt – 31. März 2015 bis 30. März 2018. Alle ihre Ergebnisse von 2009 bis 2013 wurden rückwirkend annulliert.[8]
- Pınar Saka, ebenfalls aus der Türkei, wurde 2013 wegen Auffälligkeiten in ihrem biologischen Pass für drei Jahre bis zum 23. Mai 2015 gesperrt. Alle ihre Ergebnisse vom 18. Juni 2012 an wurden rückwirkend annulliert.

Keine weiteren Staffeln aus deutschsprachigen Ländern

### Hochsprung
| Platz | Athletin        | Land | Höhe (m)   |
| ----- | --------------- | ---- | ---------- |
| 1     | Ruth Beitia     | ESP  | 1,97000000 |
| 2     | Tonje Angelsen  | NOR  | 1,97 NU23R |
| 3     | Irina Gordejewa | RUS  | 1,92000000 |
| 3     | Emma Green      | SWE  | 1,92000000 |
| 3     | Olena Choloscha | UKR  | 1,92000000 |
| 6     | Burcu Ayhan     | TUR  | 1,92000000 |
| 6     | Melanie Melfort | FRA  | 1,92000000 |
| 8     | Mirela Demirewa | BUL  | 1,92000000 |

Finale: 28. Juni, 17:45 Uhr
Teilnehmerinnen aus deutschsprachigen Ländern:
In der Qualifikation (27. Juni) ausgeschieden:
 Marie-Laurence Jungfleisch – Gruppe A, Platz 5 mit 1,87 m
 Monika Gollner – Gruppe B, Platz 11 mit 1,78 m
 Ariane Friedrich – Gruppe B, DNS

### Stabhochsprung
| Platz | Athletin                | Land | Höhe (m) |
| ----- | ----------------------- | ---- | -------- |
| 1     | Jiřina Ptáčníková       | CZE  | 4,60     |
| 2     | Martina Strutz          | GER  | 4,60     |
| 3     | Nikoleta Kyriakopoulou  | GRE  | 4,60     |
| 4     | Anastassija Sawtschenko | RUS  | 4,50     |
| 4     | Silke Spiegelburg       | GER  | 4,50     |
| 6     | Vanessa Boslak          | FRA  | 4,50     |
| 7     | Lisa Ryzih              | GER  | 4,40     |
| 8     | Alexandra Kirjaschowa   | RUS  | 4,40     |

Finale: 30. Juni, 19:15 Uhr
Weitere Teilnehmerinnen aus deutschsprachigen Ländern:
In der Qualifikation (28. Juni) ausgeschieden:
 Gina Reuland – Gruppe A, Platz 13 mit 3,80 m
 Nicole Büchler – Gruppe A, NM

### Weitsprung
| Platz | Athletin           | Land | Weite (m) |
| ----- | ------------------ | ---- | --------- |
| 1     | Éloyse Lesueur     | FRA  | 6,8100    |
| 2     | Wolha Sudarawa     | BLR  | 6,7400    |
| 3     | Margrethe Renstrøm | NOR  | 6,6700    |
| 4     | Sosthene Moguenara | GER  | 6,66 w    |
| 5     | Ineta Radēviča     | LAT  | 6,5500    |
| 6     | Irene Pusterla     | SUI  | 6,5300    |
| 7     | Melanie Bauschke   | GER  | 6,5000    |
| 8     | Swetlana Birjukowa | RUS  | 6,4000    |

Finale: 28. Juni, 17:25 Uhr
Die ursprünglich fünftplatzierte Karin Melis Mey (TUR) wurde aufgrund eines positiven Dopingtests disqualifiziert.
Weitere Teilnehmerin aus einem deutschsprachigen Land:
In der Qualifikation (27. Juni) ausgeschieden:
 Sinje Florczak – Gruppe B, Platz 11 mit 6,15 m

### Dreisprung
| Platz | Athletin               | Land | Weite (m) |
| ----- | ---------------------- | ---- | --------- |
| 1     | Olha Saladucha         | UKR  | 14,99 WL  |
| 2     | Patrícia Mamona        | POR  | 14,52 NR  |
| 3     | Jana Borodina          | RUS  | 14,36000  |
| 4     | Simona La Mantia       | ITA  | 14,25000  |
| 5     | Dana Velďáková         | SVK  | 14,24000  |
| 6     | Níki Panéta            | GRE  | 14,23000  |
| 7     | Athanasia Pérra        | GRE  | 14,23000  |
| 8     | Françoise Mbango Etone | FRA  | 14,19000  |

Finale: 29. Juni, 21:00 Uhr
Teilnehmerinnen aus deutschsprachigen Ländern:
In der Qualifikation (27. Juni) ausgeschieden:
 Jenny Elbe – Gruppe B, Platz 8 mit 13,98 m
 Katja Demut – Gruppe A, Platz 11 mit 13,31 m

### Kugelstoßen
| Platz | Athletin             | Land | Weite (m) |
| ----- | -------------------- | ---- | --------- |
| 1     | Nadine Kleinert      | GER  | 19,18     |
| 2     | Irina Tarassowa      | RUS  | 18,91     |
| 3     | Chiara Rosa          | ITA  | 18,47     |
| 4     | Josephine Terlecki   | GER  | 18,33     |
| 5     | Christina Schwanitz  | GER  | 18,25     |
| 6     | Radoslawa Mawrodiewa | BUL  | 18,14     |
| 7     | Anita Márton         | HUN  | 17,93     |
| 8     | Helena Engman        | SWE  | 17,64     |

Finale: 29. Juni, 18:00 Uhr

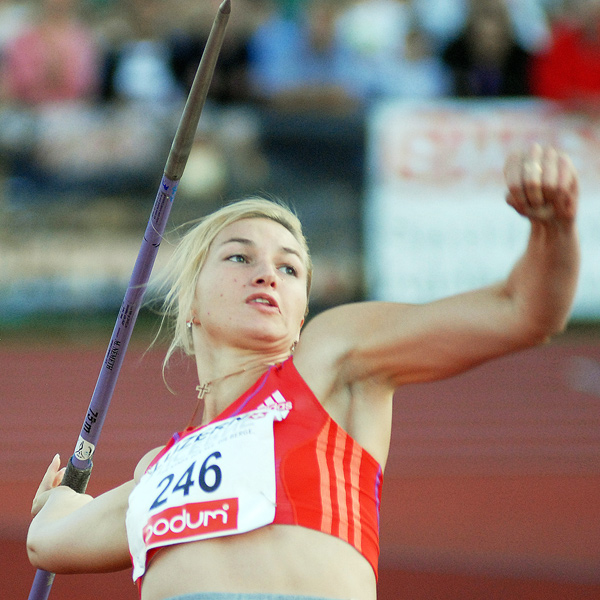
Wira Rebryk – Europameisterin mit ukrainischem Landesrekord

Keine weiteren Teilnehmerinnen aus deutschsprachigen Ländern:

### Diskuswurf
| Platz | Athletin                  | Land | Weite (m) |
| ----- | ------------------------- | ---- | --------- |
| 1     | Sandra Perković           | CRO  | 67,62     |
| 2     | Nadine Müller             | GER  | 65,41     |
| 3     | Natalija Semenowa         | UKR  | 62,91     |
| 4     | Anna Rüh                  | GER  | 62,65     |
| 5     | Julia Fischer             | GER  | 62,10     |
| 6     | Mélina Robert-Michon      | FRA  | 60,41     |
| 7     | Věra Pospíšilová-Cechlová | CZE  | 60,08     |
| 8     | Natalia Artîc             | MDA  | 58,64     |

Finale: 1. Juli, 18:05 Uhr
Keine weiteren Teilnehmerinnen aus deutschsprachigen Ländern:

### Hammerwurf
| Platz | Athletin         | Land | Weite (m) |
| ----- | ---------------- | ---- | --------- |
| 1     | Anita Włodarczyk | POL  | 74,29     |
| 2     | Martina Hrašnová | SVK  | 73,34     |
| 3     | Anna Bulgakowa   | RUS  | 71,47     |
| 4     | Kathrin Klaas    | GER  | 70,44     |
| 5     | Tuğçe Şahutoğlu  | TUR  | 70,21     |
| 6     | Stéphanie Falzon | FRA  | 68,03     |
| 7     | Éva Orbán        | HUN  | 67,92     |
| 8     | Berta Castells   | ESP  | 67,42     |

Finale: 1. Juli, 16:00 Uhr

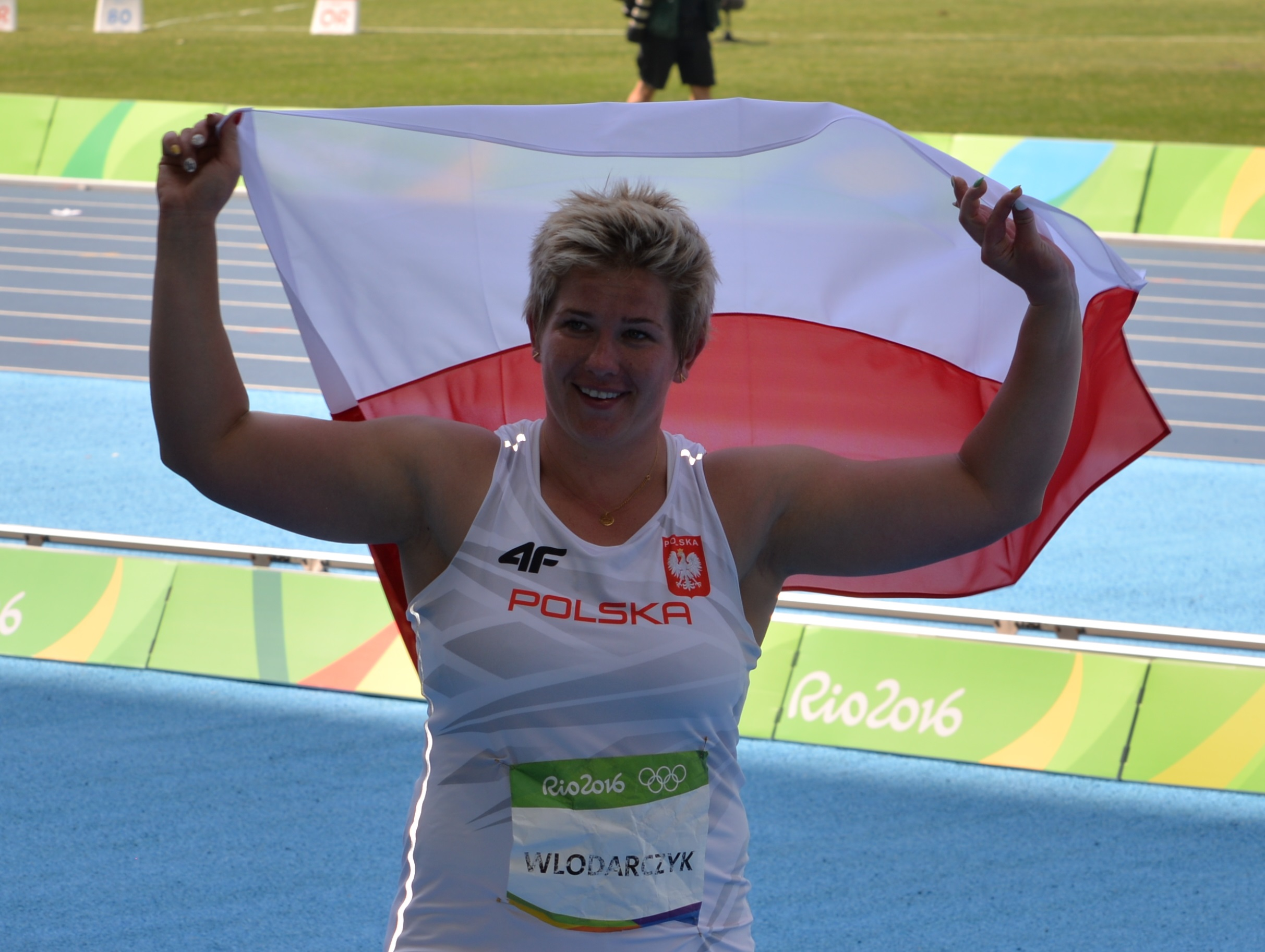
Anita Włodarczyk setzte eine Erfolgsserie fort, die noch lange andauern sollte

In dieser Disziplin gab es einen Dopingfall.

Der Moldawierin Zalina Marghieva, zunächst Achte, wurden in einem Dopingtest die verbotenen Substanzen Dehydrochlormethyltestosteron und Stanozolol nachgewiesen. Die Athletin wurde daraufhin aus der Olympiamannschaft der Republik Moldau für die Olympischen Spiele 2012 gestrichen. Später erhielt sie eine zweijährige Sperre vom 23. Juli 2013 bis 23. Juli 2015. Unter anderem ihr Resultat von diesen Europameisterschaften wurde ihr aberkannt.
Weitere Teilnehmerin aus einem deutschsprachigen Land:
In der Qualifikation (29. Juni) ausgeschieden:
 Betty Heidler – Gruppe A, Platz 9 mit 65,06 m

### Speerwurf
| Platz | Athletin             | Land | Weite (m) |
| ----- | -------------------- | ---- | --------- |
| 1     | Wira Rebryk          | UKR  | 66,86 NR  |
| 2     | Christina Obergföll  | GER  | 65,12000  |
| 3     | Linda Stahl          | GER  | 63,69000  |
| 4     | Goldie Sayers        | GBR  | 63,01000  |
| 5     | Katharina Molitor    | GER  | 60,99000  |
| 6     | Sinta Ozoliņa-Kovale | LAT  | 59,34000  |
| 7     | Tatjana Jelača       | SRB  | 57,58000  |
| 8     | Madara Palameika     | LAT  | 56,82000  |

Finale: 29. Juni, 19:30 Uhr
Keine weiteren Teilnehmerinnen aus deutschsprachigen Ländern:

### Siebenkampf
| Platz | Athletin                   | Land | Punkte |
| ----- | -------------------------- | ---- | ------ |
| 1     | Antoinette Nana Djimou Ida | FRA  | 6544   |
| 2     | Laura Ikauniece            | LAT  | 6335   |
| 3     | Aiga Grabuste              | LAT  | 6325   |
| 4     | Jekaterina Bolschowa       | RUS  | 6298   |
| 5     | Jessica Samuelsson         | SWE  | 6262   |
| 6     | Claudia Rath               | GER  | 6210   |
| 7     | Eliška Klučinová           | CZE  | 6151   |
| 8     | Ida Marcussen              | NOR  | 6073   |

Datum: 29./30. Juni

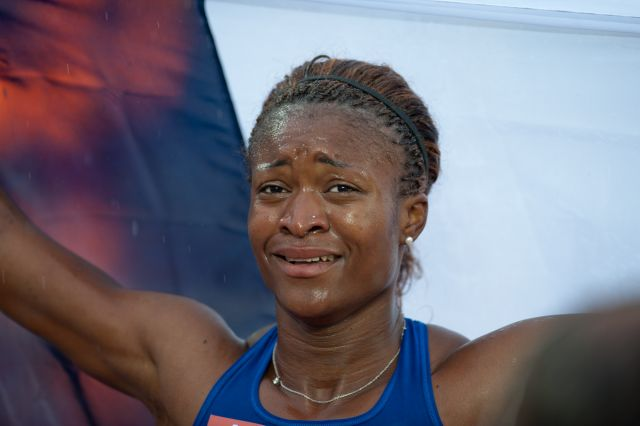
Antoinette Nana Djimou Ida – eine weinende und gleichzeitig glückliche Siebenkampfeuropameisterin

Einen Dopingfall gab es auch im Siebenkampf:

Die Ukrainerin Ljudmyla Jossypenko wurde nachträglich als Dopingsünderin erwischt und bis 2017 gesperrt. Die 2012 erhaltene Silbermedaille wurde ihr aberkannt.
Weitere Teilnehmerin aus einem deutschsprachigen Land:
 Carolin Schäfer – Platz 11 mit 6003 Punkten